# Chrzanów
Chrzanów – miasto w Polsce, położone w województwie małopolskim, w powiecie chrzanowskim, siedziba władz powiatu chrzanowskiego i gminy miejsko-wiejskiej Chrzanów.
Chrzanów uzyskał lokację miejską około 1350 roku.
Według danych GUS miasto zamieszkuje 33 707 osób (stan na 30 czerwca 2024).

## Położenie
Miasto położone jest nad rzeką Chechło (lewym dopływem Wisły). Chrzanów leży na utworach Garbu Tenczyńskiego i Rowu Krzeszowickiego – południowej części Wyżyny Krakowsko-Częstochowskiej. Niewielka zachodnia część gminy znajduje się w granicach Wyżyny Śląskiej Pagórów Jaworznickich.
Chrzanów zaliczany jest do Krakowskiego Okręgu Przemysłowego. Według niektórych badaczy związanych z katowickim ośrodkiem naukowym (pogląd ten znalazł się w jednym z raportów programu ESPON) – Chrzanów leży na wschodnich peryferiach konurbacji górnośląskiej oraz w centralnej części Jaworznicko-Chrzanowskiego Okręgu Przemysłowego, który w przeszłości nazywano także Zachodniokrakowskim Okręgiem Przemysłowym, Zachodnio-Krakowskim Kompleksem Przemysłowym lub Zagłębiem Krakowskim.
Chrzanów leży w historycznej Małopolsce, w dawnej ziemi krakowskiej. Hipoteza jakoby Chrzanów w XII w. był częścią Księstwa Raciborskiego nie ma podstaw historycznych. Miasto było integralną częścią Wielkiego Księstwa Krakowskiego (w ramach Królestwa Galicji i Lodomerii) od 1846 do 1918 r. Po odzyskaniu niepodległości, w okresie od 1920 do 1939 oraz w latach 1945–1975 Chrzanów wchodził w skład województwa krakowskiego, a w latach 1975–1998 należał do województwa katowickiego. Od 1999 r. jest miastem powiatowym w województwie małopolskim.

## Środowisko naturalne
Chrzanów jest położony na niewielkim grzbiecie jurajskim łączącym się Garbem Tenczyńskim z pozostałą częścią Wyżyny Krakowsko-Częstochowskiej i jednocześnie oddziela od siebie niecki: chrzanowsko-dulowską (część Rowu Krzeszowickiego zwana także Rowem Chrzanowskim) i chrzanowską zachodnią. Grzbiet przecina dolina Chechła.
Budowa geologiczna okolic Chrzanowa wyróżnia się występowaniem rud cynku i ołowiu, wapieni, dolomitów, margli, piasków, glin i iłów. Miasto okalają bory sosnowe i buczyny karpackie. Tereny na północ, wschód i południe są podmokłe. Na brzegach potoku Chechło występują zbiorowiska leśne o charakterze olsu, a miejscami lasu łęgowego. W lasach i na łąkach spotkać można między innymi sarny, jelenie, daniele, dziki, łosie, bobry i wydry.
Chrzanów znajduje się w strefie klimatu przejściowego. Średnia temperatura roczna wynosi ok. 7 °C. Najcieplejszym miesiącem jest lipiec, najchłodniejszym – styczeń. Roczna suma opadów wynosi około 730 mm, największe opady występują od maja do sierpnia. Niemal połowa wiatrów wieje od zachodu.

### Podział administracyjny
Miasto Chrzanów dzieli się administracyjnie na dziesięć jednostek pomocniczych:
- Borowiec
- Kąty
- Kościelec

Osiedla w Chrzanowie

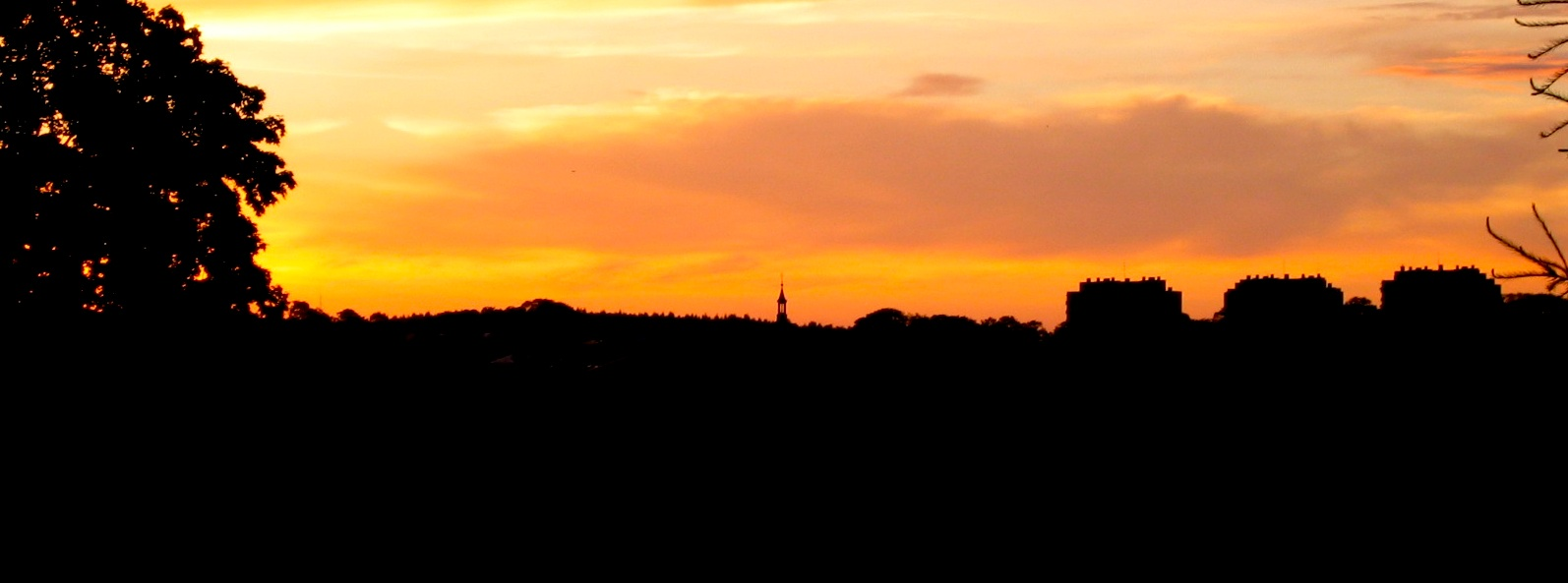
Chrzanów od strony Kościelca

- Osiedle Młodości (potocznie: Południe)
- Osiedle Niepodległości (potocznie: Trzebińska)
- Osiedle Północ-Tysiąclecie
- Osiedle Rospontowa
- Stara Huta
- Stella
- Osiedle Śródmieście

Kąty, Stara Huta, Borowiec i Kościelec stanowią typowo willowe części miasta, w pozostałych osiedlach dominuje budownictwo wielorodzinne. W gminie Chrzanów poza wymienionymi jednostkami funkcjonuje także sześć sołectw: Balin, Luszowice, Okradziejówka, Płaza, Pogorzyce i Źrebce.

## Demografia
Miasto Chrzanów jest siedzibą (i jednocześnie częścią) miejsko-wiejskiej gminy Chrzanów. Mieszkańcy miasta stanowią około 80% mieszkańców gminy.
Struktura mieszkańców
| Miasto Chrzanów stan z 30 czerwca 2006 | Ogółem | Mężczyźni | Kobiety |
| -------------------------------------- | ------ | --------- | ------- |
| Łączna liczba mieszkańców              | 39 797 | 18 973    | 20 824  |
| Wiek przedprodukcyjny                  | 6845   | 3492      | 3353    |
| Wiek produkcyjny                       | 26 463 | 13 372    | 13 091  |
| Wiek poprodukcyjny                     | 6489   | 2109      | 4380    |

Zmiany liczby mieszkańców:
| Stan w:            | 31.08.1939 | 24.01.1945 |            | 31.12.1966 | 31.12.1970 | 31.12.1978 | 31.12.1982 | 31.12.1985 | 31.12.1995 |
| Liczba mieszkańców | 21,5 tys.  | 13,5 tys.  |            | 23,6 tys.  | 28,6 tys.  | 33,4 tys.  | 36,2 tys.  | 38,4 tys.  | 42,1 tys.  |
| Stan na:           | 31.12.2001 | 31.12.2002 | 31.12.2003 | 31.12.2004 | 31.12.2005 | 31.12.2006 | 31.12.2007 | 31.12.2008 | 31.12.2009 |
| Liczba mieszkańców | 40 880     | 40 708     | 40 425     | 40 203     | 39 944     | 39 704     | 39 452     | 39 291     | 39 049     |

### Czabanowie
Według tradycji ustnej, od XIII w. Chrzanów i okoliczne miejscowości zamieszkiwała ludność napływowa zajmująca się pasterstwem i hodowlą bydła nazywana czabanami. Wywodziła ona swoje pochodzenie od pasterzy (czabanów), którzy przybyli na ziemie Małopolski wraz z najazdem Tatarów w 1241 r. Społeczność ta z czasem przyjęła osiadły tryb życia i zasymilowała się z Polakami. Zachowała jednak do XX w. pewne swoje tradycje i utrzymywała własną odrębność kulturową.
Ze społeczności czabanów wywodzą się znane chrzanowskie rodziny, m.in. Balisiowie, Bytomscy, Dulowscy, Ruskowie, Oczkowscy, Palkowie.
Obecnie czabanami nazywa się często – w tonie humorystycznym – wszystkich mieszkańców Chrzanowa, a za najbardziej znaną regionalną potrawę uchodzą ziemniaki po cabańsku.

### Mniejszości narodowe
- Śródmieście Chrzanowa zamieszkuje duża społeczność cygańska.
- Przed II wojną światową około 50% mieszkańców miasta stanowili Żydzi. Z inicjatywy środowisk żydowskich w latach 2005–2007 dokonano renowacji i uporządkowania znajdującego się w mieście cmentarza żydowskiego.

### Nazwa

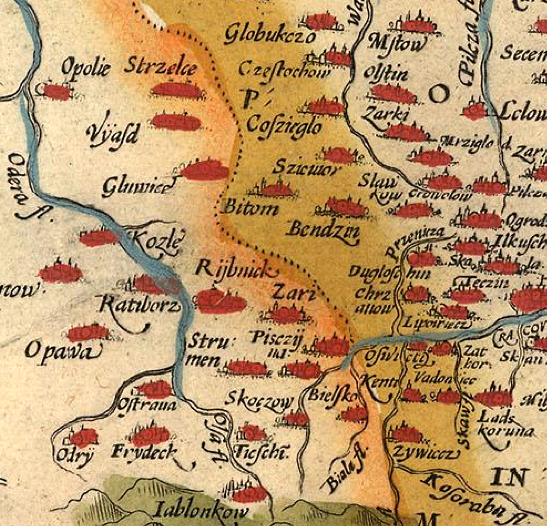
Chrzanów w granicach Korony Królestwa Polskiego na mapie Wacława Grodzieckiego wydanej w 1592 roku

Według hipotezy historyków nazwa miasta pochodzi od Chrzana, legendarnego założyciela grodu (późniejszej kasztelanii) z czasów poprzedzających powstanie państwa polskiego. Nie są jednak znane żadne historyczne dokumenty na potwierdzenie tej legendy.

### Spis powszechny z 1900 roku
Według austriackiego spisu powszechnego z 1900 roku w Chrzanowie w 643 budynkach mieszkało 10 170 osób, w tym 9722 polskojęzycznych, 178 niemieckojęzycznych, 6 ruskojęzycznych i 12 innych, z tego 4647 katolików, 5504 wyznania mojżeszowego, 7 grekokatolików i 12 innych.

## Historia

### Przynależność polityczno-administracyjna

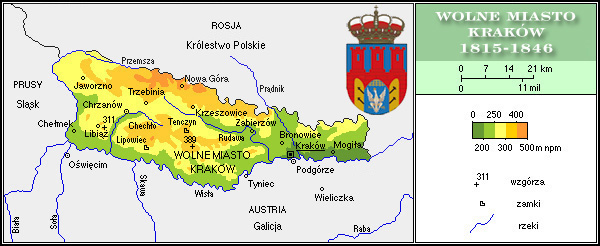
Położenie Chrzanowa w Wolnym Mieście Krakowie (1815–1846)

XIV w. – 1795 r. powiat krakowski w województwie krakowskim (Polska)
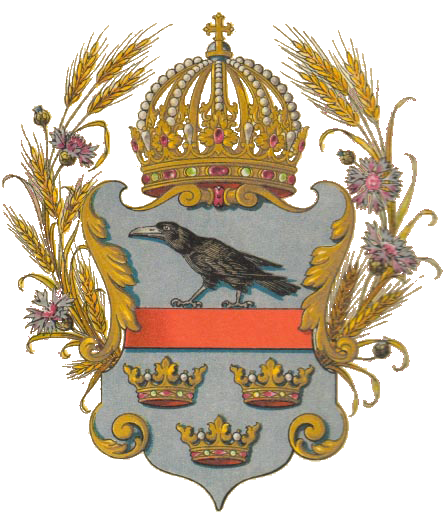
1796–1809 cyrkuł krakowski w Królestwie Galicji (Austria)
1810–1815 siedziba gminy w powiecie krzeszowickim w departamencie krakowskim Księstwa Warszawskiego
1815–1846 siedziba gminy XVII (do 1839 r.)[26] i dystryktu (od 1839 r.) w Wolnym Mieście Krakowie[27]
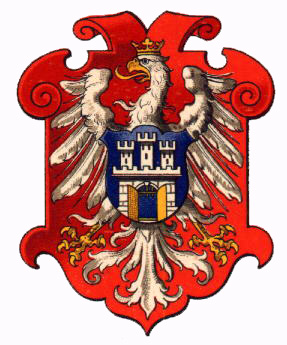
1846–1919 siedziba powiatu od 1854 r.[28], Wielkie Księstwo Krakowskie w austriackiej Galicji
1920–1939 siedziba powiatu, województwo krakowskie (Polska)
1939–1945 siedziba powiatu, rejencja katowicka w prowincji Górny Śląsk (III Rzesza)
1945–1975 siedziba powiatu, województwo krakowskie (Polska)
1975–1998 siedziba gminy w województwie katowickim
Od 1999 siedziba powiatu, województwo małopolskie (Polska)

### Właściciele Chrzanowa
Oprócz swoich początków, gdy był królewską kasztelanią, Chrzanów do roku 1939 pozostawał własnością prywatną. Ponad 220 lat należał do rodziny Ligęzów (ok. 1395-1617). Przez długie lata był też własnością Loewenfeldów (1869-1939) i Ossolińskich (1731-1798). Osobą, która najdłużej posiadała dobra chrzanowskie, była Teresa ze Stadnickich Ossolińska (1718-1776; od roku 1731 we współwłasności z mężem, Józefem Kantym Ossolińskim).
| #  | właściciel                                               | od   | do   | lat | wobec poprzednika  | okoliczności objęcia                               |
| -- | -------------------------------------------------------- | ---- | ---- | --- | ------------------ | -------------------------------------------------- |
| 1  | Jan Ligęza (starszy)                                     | 1397 | 1419 | 22  | –                  | nieznane                                           |
| 2  | Jan Ligęza (młodszy)                                     | 1419 | 1458 | 39  | syn                | odziedziczył                                       |
| 3  | współrządy Ligęzów                                       | 1458 | 1467 | 9   | siostry i bratanek | odziedziczyli                                      |
| 4  | Stanisław Ligęza                                         | 1467 | 1490 | 23  | bratanek           | spłacił krewnych                                   |
| 5  | współrządy Ligęzów                                       | 1490 | 1500 | 10  | synowie            | odziedziczyli                                      |
| 6  | Piotr Ligęza                                             | 1500 | 1549 | 49  | syn                | spłacił braci                                      |
| 7  | Zygmunt Ligęza                                           | 1549 | 1558 | 9   | bratanek           | odziedziczył                                       |
| 8  | Mikołaj Ligęza                                           | 1558 | 1603 | 45  | brat               | odziedziczył                                       |
| 9  | Mikołaj Spytek Ligęza                                    | 1603 | 1617 | 14  | wnuk               | odziedziczył                                       |
| 10 | Andrzej Dembiński                                        | 1617 | 1649 | 32  | wuj (brat matki)   | otrzymał jako spłatę długów                        |
| 11 | Katarzyna Komorowska, mąż Piotr Grudziński, Teodor Lacki | 1649 | 1674 | 25  | wnuczka            | odziedziczyła                                      |
| 12 | Konstancja Komorowska, mąż Jan Wielopolski               | 1674 | 1679 | 5   | córka kuzyna       | przejęli wraz z innymi majątkami                   |
| 13 | Aleksandra Stadnicka, mąż Jan F. Stadnicki               | 1679 | 1713 | 34  | dalsze związki     | przejęli na mocy ugody pozasądowej z Wielopolskimi |
| 14 | Kazimierz Stadnicki                                      | 1713 | 1718 | 5   | syn                | odziedziczył                                       |
| 15 | Teresa Stadnicka (od 1731) mąż Józef Kanty Ossoliński    | 1718 | 1776 | 58  | córka              | odziedziczyła                                      |
| 16 | Józef Kanty Ossoliński                                   | 1776 | 1780 | 4   | mąż                | odziedziczył                                       |
| 17 | Józef Salezy Ossoliński                                  | 1780 | 1789 | 9   | syn                | odziedziczył                                       |
| 18 | Józef Tymoteusz Ossoliński                               | 1789 | 1798 | 9   | syn                | odziedziczył                                       |
| 19 | sądowy zarząd powierniczy                                | 1798 | 1804 | 6   | –                  | przejęte jako zadłużona masa spadkowa              |
| 20 | Albert Kazimierz Wettin                                  | 1804 | 1822 | 8   | –                  | kupił na aukcji sądowej                            |
| 21 | Karol Ludwik Habsburg                                    | 1822 | 1822 | 1   | przybrany syn      | odziedziczył                                       |
| 22 | Jan Mieroszewski                                         | 1822 | 1856 | 34  | –                  | zamienił z Karolem Habsburgiem                     |
| 23 | spółka Loewenfeld/Silbergleit/Kunicki                    | 1856 | 1869 | 13  | –                  | odkupili                                           |
| 24 | Emanuel Loewenfeld                                       | 1869 | 1881 | 12  | –                  | spłacił współudziałowców                           |
| 25 | współrządy Loewenfeldów                                  | 1881 | 1885 | 4   | żona i synowie     | odziedziczyli                                      |
| 26 | Henryk Loewenfeld                                        | 1885 | 1931 | 46  | syn i brat         | spłacił matkę i braci                              |
| 27 | Adolf Loewenfeld                                         | 1931 | 1939 | 8   | brat               | odziedziczył                                       |

### Do 1944 r.

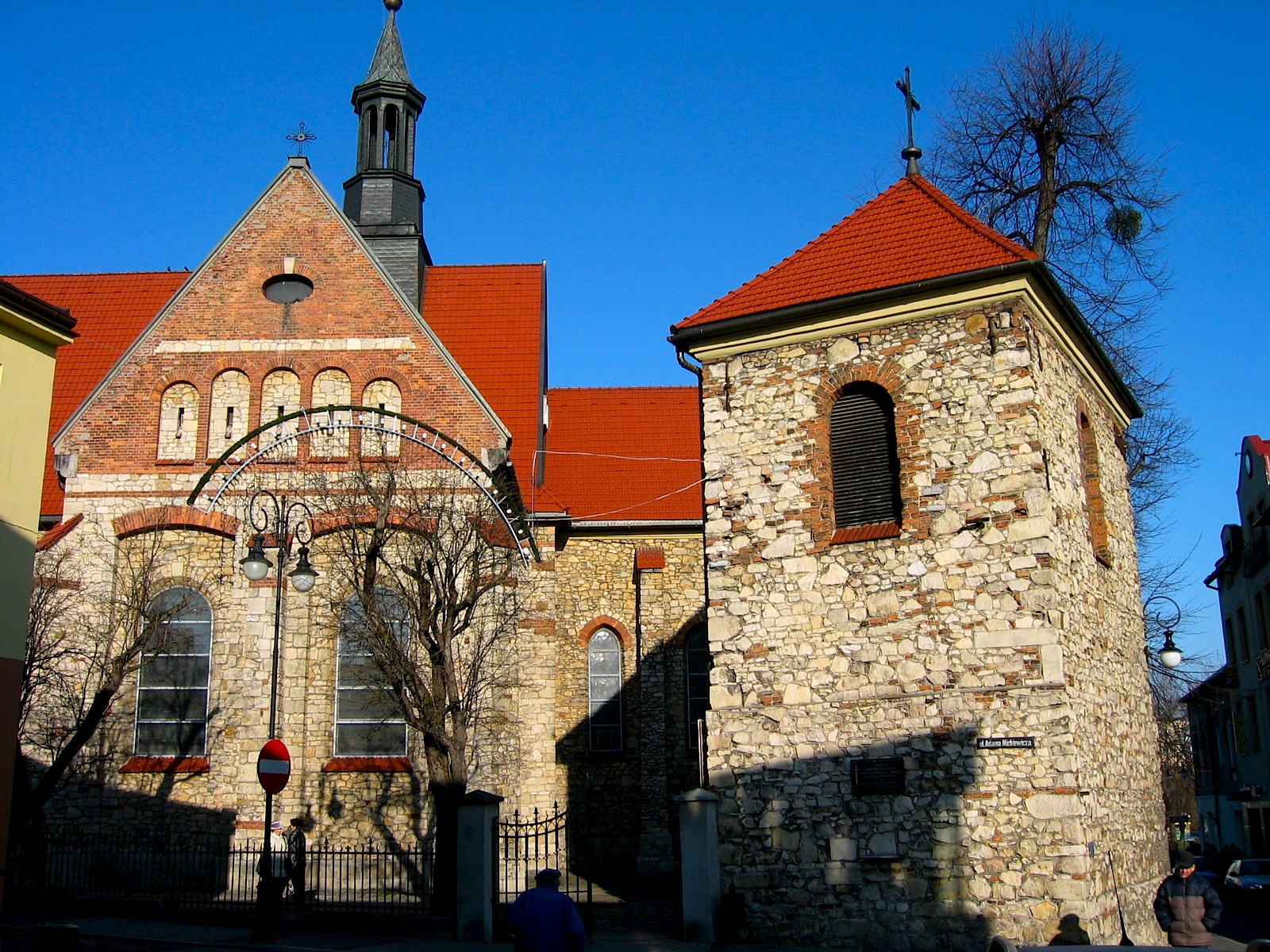
Kościół parafialny pw. św. Mikołaja z XIV w.

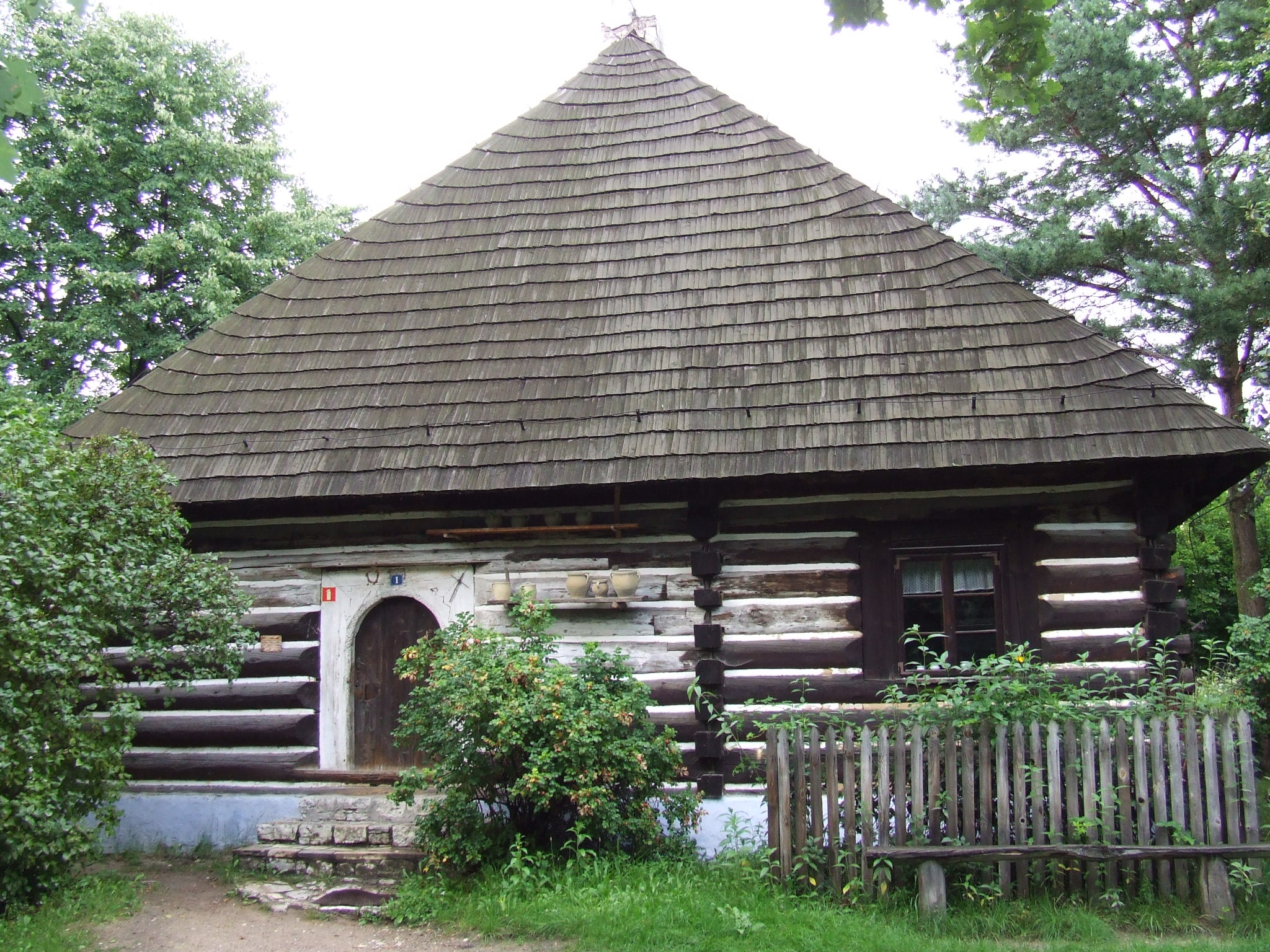
Dom z Chrzanowa z 1804 r. (obecnie w Nadwiślańskim Parku Etnograficznym)

Chrzanów jest miastem o średniowiecznym rodowodzie. Pierwsze wzmianki o istnieniu kasztelanii na granicy Śląska i Małopolski pochodzą z 1178 r., nie natrafiono jednak w źródłach pisanych ani archeologicznych na ślady grodu, który był jej głównym ośrodkiem. Według innych źródeł kasztelania chrzanowska powstała pomiędzy 1228 a 1243 r. Ostatnia wzmianka źródłowa o istnieniu takiej kasztelanii pochodzi z 1287 r. (1228 Chranow, 1258 Chranov, 1326 Crenovia (w spisie świętopietrza parafii dekanatu Oświęcim diecezji krakowskiej), 1343 Chrenovia, 1344 Chrzanovia, 1345 Chrzanow). Prawa miejskie Chrzanów uzyskał w XIV w. (niektóre źródła podają 1393 r., opierając się na wzmiance sądowej z tego roku o sprzedaży wójtostwa chrzanowskiego). Pierwszy zapis w najstarszej zachowanej księdze miejskiej pochodzi z 1408 roku. Chrzanów otrzymał również królewski przywilej lokacyjny na prawie magdeburskim (1500 r.).
W 1595 roku miasto położone było w powiecie proszowskim województwa krakowskiego.
Chrzanów był miastem otwartym, pozbawionym murów, którymi nie został otoczony dzięki swojemu położeniu wśród rozlewisk, lasów i grzęzawisk. W XVI w. Ligęzowie (pochodzący z Bobrka) nadali swemu miastu nowe przywileje. Od 1581 r. za zgodą Zygmunta Augusta, urządzano dodatkowe cztery jarmarki – na św. Grzegorza, Jacka, Filipa i Jakuba oraz Franciszka. Już od końca XVI w. do Chrzanowa zaczęła napływać ludność żydowska. Andrzej Samuel Dembiński był fundatorem kaplicy św. Stanisława w kościele farnym.
W latach potopu szwedzkiego miasto mocno podupadło na skutek wojennych spustoszeń. W roku 1763 Józef Kanty Ossoliński ustanowił specjalną komisję do ratowania miasta, której prace przyczyniły się do uregulowania wielu aspektów życia, m.in. sytuacji Żydów, których rodzin było w mieście około 60. Żydowska gmina wyznaniowa została w Chrzanowie założona w 1745 r., w 1759 r. powstał cmentarz żydowski, a w 1786 r. pierwsza synagoga.
W wyniku III rozbioru Polski (1795 r.), w 1798 r. Chrzanów trafił pod zabór austriacki do Galicji Zachodniej. W latach 1809–1815 Chrzanów wchodzi w skład Księstwa Warszawskiego (do którego nawiązuje herb miasta), a po kongresie wiedeńskim w latach 1815–1846 stał się częścią Rzeczypospolitej Krakowskiej.
W latach 1846–1918 Chrzanów był częścią Wielkiego Księstwa Krakowskiego podległego Królestwu Galicji w Cesarstwie Austriackim. Wówczas to uruchomiono przebiegającą przez miasto linię kolejową (1856 r.) i rozwinął się handel rudami cynku i ołowiu. Chrzanowscy mieszczanie wspomagali między innymi powstanie styczniowe (1863–1864), organizując pomoc dla rannych dla powstańców i żołnierzy włoskich, takich jak Elia Marchetti.

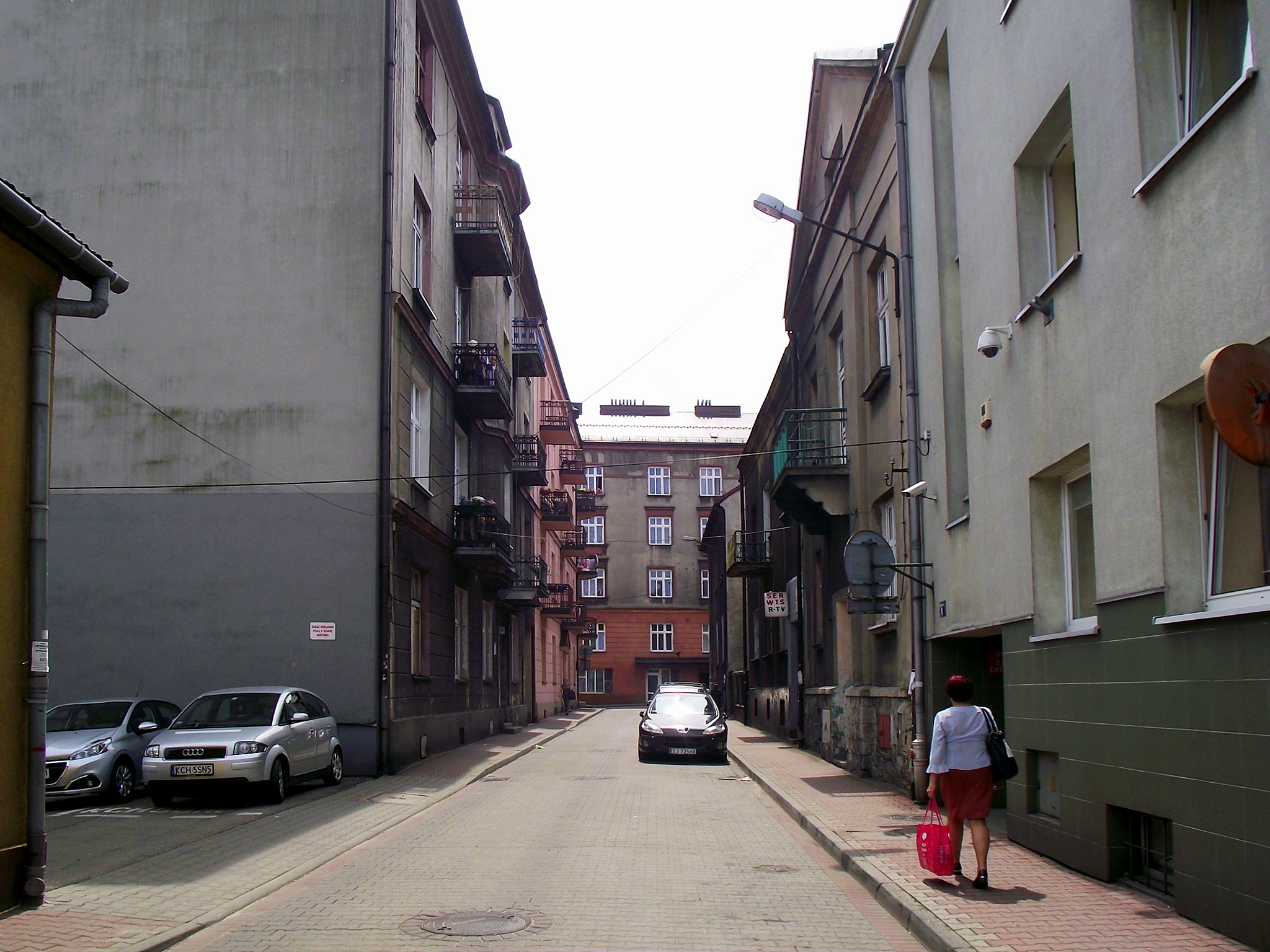
Ulica Jagiellońska

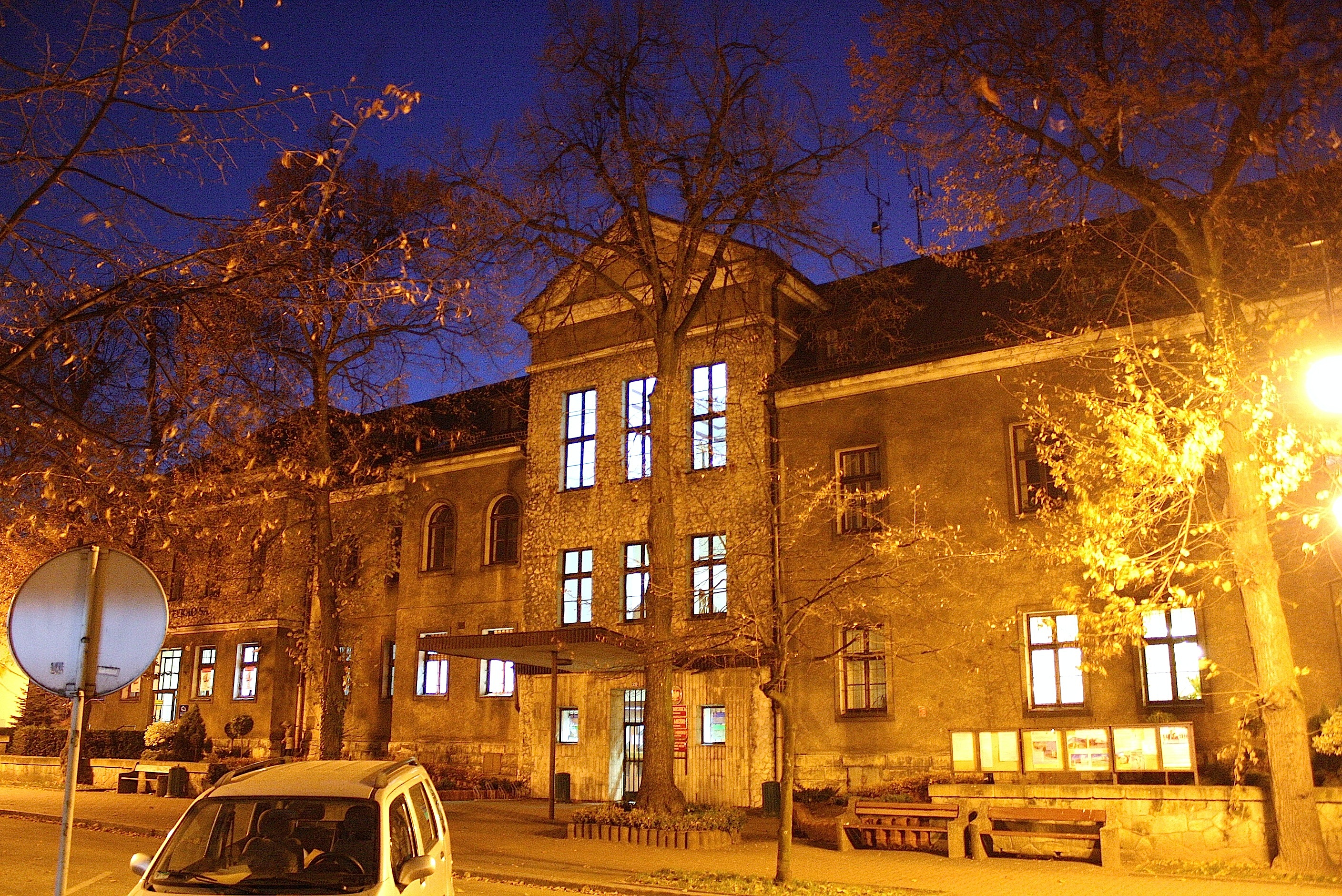
Dawny budynek Starostwa Powiatowego przy al. Henryka, obecnie Urząd Miejski

Na początku XX w. miasto intensywnie się rozwijało: powołano Towarzystwo Gimnastyczne „Sokół” (1909 r.) i Gimnazjum im. Stanisława Staszica (1911 r.). W Legionach Józefa Piłsudskiego służyło 538 mieszkańców miasta i okolic. W 20-leciu międzywojennym miasto znajdowało się w województwie krakowskim. Powstawały nowe zakłady przemysłowe, szpital, placówki oświatowe.
Z inicjatywy ks. Jakuba Kamieńskiego powstały ochronka dla dzieci pod wezwaniem św. Róży z Limy w Chrzanowie oraz ochronki św. Wojciecha na Kątach i ochronki św. Mikołaja w Kościelcu.
Podczas I wojny światowej w mieście wybudowano 2 cmentarze wojenne. Cmentarz wojenny nr 444 i cmentarz wojenny nr 445. Oba cmentarze są mogiłą żołnierzy zmarłych w szpitalu zakaźnym zlokalizowanym na terenie chrzanowskiego gimnazjum (obecnie I Liceum Ogólnokształcące im. Stanisława Staszica w Chrzanowie) w czasie trwania wojny. Pochowano na nich około 220 żołnierzy narodowości polskiej, rosyjskiej, czeskiej, słowackiej, węgierskiej, austriackiej, bośniackiej i chorwackiej.
Podczas wyborów parlamentarnych z roku 1922 do głosowania uprawnionych było 5,675 mieszkańców; do urn poszło 3,650 osób (frekwencja wyniosła 64%, nieco poniżej średniej krajowej 68%). W wyborach do sejmu miażdżące zwycięstwo odniosł Związek Narodowo-Żydowski, który zebrał 2,253 głosy (62%). Na drugim miejscu znalazło się główne ugrupowanie endecji, Chrześcijańskie Zrzeszenie Jedności Narodowej, poparte przez 734 wyborców (20%). Zauważalne ilości głosów uzyskały PPS (199, 5%), Komitet Wyborczy Inwalidów i Zdemobilizowanych Wojskowych (171, 5%) oraz PSL Lewica (163, 4%). Znacznie mniejsze było poparcie dla Narodowej Partii Robotniczej (41, 1%) i Komunistycznego Związku Proletariatu Miast i Wsi (36, 1%). Śladowe ilości głosów uzyskały 4 inne ugrupowania.
W przeddzień wybuchu II wojny światowej Chrzanów przygotowywał się do niej. Funkcje Komendy Wojskowej Miasta pełniła policja państwowa. 25 sierpnia 1939 r. rozpoczęto kopanie rowów przeciwlotniczych. W mieście był rejon mobilizacyjny batalionów 23 Dywizji Piechoty. Chrzanowa miała bronić Grupa Operacyjna „Śląsk”, wchodząca w skład Armii „Kraków”. Do tego zgrupowania należał 204 rezerwowy pułk piechoty, w którym jeden z batalionów nosił nazwę „Chrzanów”. Dnia 4 września 1939 r. podczas odwrotu GO „Śląsk” starła się z niemiecką 5 Dywizją Pancerną w okolicy Piły Kościeleckiej. Tego samego dnia, w południe, niemiecki VIII Korpus pod dowództwem gen. Ernsta Buscha zajął miasto. Z nastaniem okupacji niemieckiej Chrzanów wraz z położonym na zachód polskim Górnym Śląskiem wcielono w listopadzie 1939 r. do III Rzeszy (pod zmienioną w 1941 r. nazwą Krenau). Szczególnie tragiczny był los ludności żydowskiej, stanowiącej przed wojną około 50% populacji miasta. W 1940 r. powstało w Chrzanowie getto, które obejmowało ulice: Kadłubek, Krzyską, Garncarską, część Krakowskiej, Luszowicką, Balińską oraz Berka Joselewicza. Zostało ono w 1943 r. zlikwidowane a Żydów wywieziono do pobliskiego obozu koncentracyjnego w Auschwitz.

### Polska Ludowa

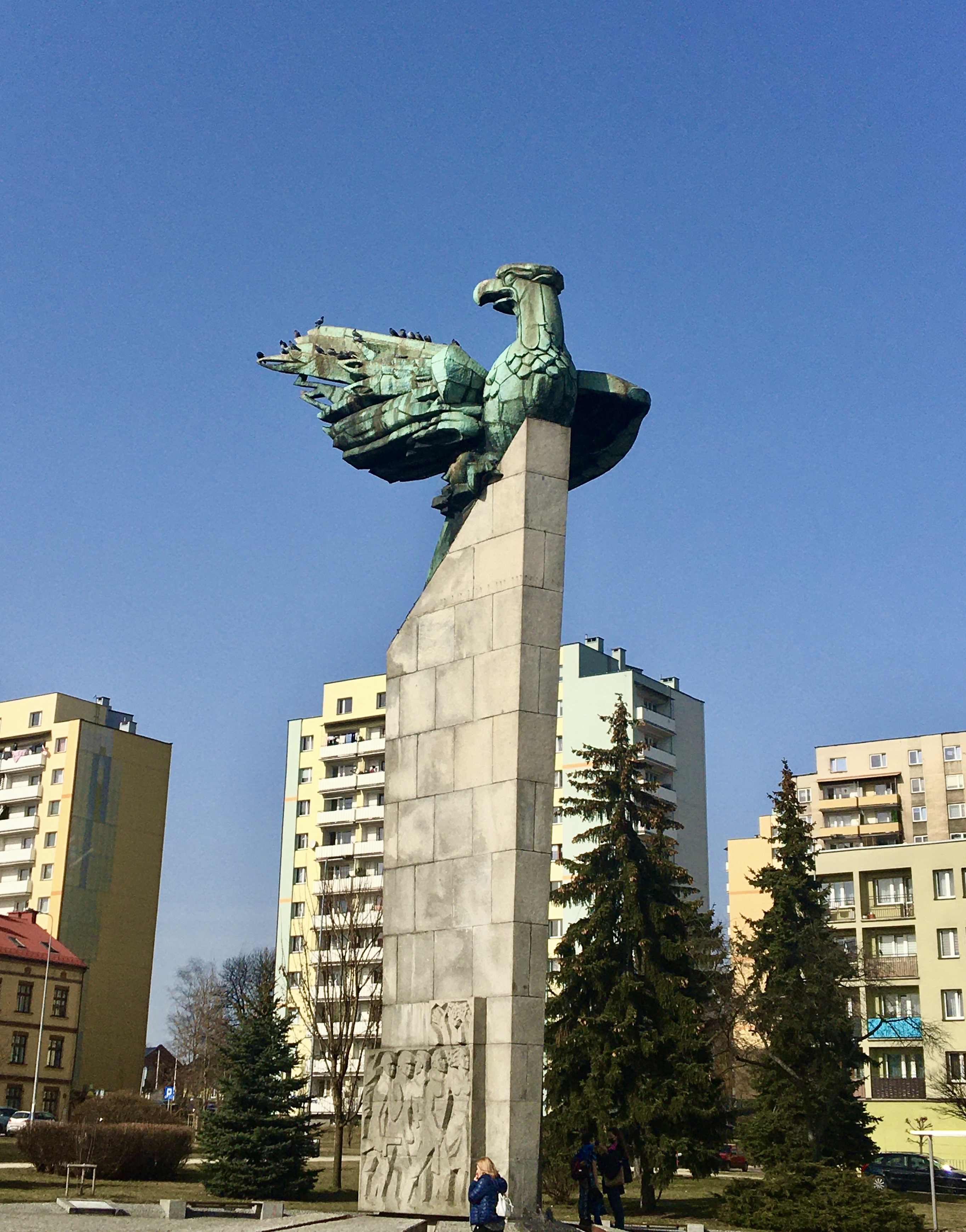
Pomnik Wolności i Zwycięstwa (1971) na pl. Tysiąclecia oraz bloki Osiedla Północ

W przeddzień zdobycia miasta przez Armię Czerwoną w Chrzanowie stacjonował, przeznaczony do obrony miasta, liczący ponad 3000 żołnierzy garnizon niemiecki, złożony z jednostek 344 i 371 dywizji piechoty oraz 10 dywizjonu przeciwlotniczego (17 armia polowa grupy armii „A”). Niemiecka okupacja miasta zakończyła się 25 stycznia 1945 r. wraz z wkroczeniem, w ramach operacji wiślańsko-odrzańskiej, wojsk 59 i 60 armii I Frontu Ukraińskiego oraz 4 korpusu pancernego Armii Czerwonej. Straty po stronie niemieckiej wyniosły 600 żołnierzy i oficerów, w tym 250 wziętych do niewoli. Ubytek ludności miasta w latach okupacji wynosił oficjalnie 7897 osób, a liczbę zniszczonych budynków oszacowano na 25%. 27 stycznia działacze komunistyczni z PKWN i Polskiej Partii Robotniczej przystąpili do organizowania terenowych władz partyjnych oraz Rad Narodowych. 30 stycznia 1945 r. funkcjonowanie rozpoczął Zarząd Miejski. Pierwszym burmistrzem Chrzanowa po wojnie został Paweł Szarek. Największy chrzanowski zakład – Pierwsza Fabryka Lokomotyw w Polsce – uruchomił wszystkie wydziały 15 lutego, a w końcu marca zatrudniał około 1700 osób. Uruchomiony na nowo Szpital Miejski codziennie udzielał pomocy co najmniej kilku ofiarom niewypałów. Odbudowa zniszczeń w Śródmieściu rozpoczęła się w roku 1946.
W powojennej Polsce Chrzanów był początkowo siedzibą należącego do województwa krakowskiego powiatu, obejmującego także miasta Jaworzno, Trzebinia i Krzeszowice oraz powstałe później Chełmek, Jeleń i Libiąż oraz okoliczne obszary wiejskie. Teren ówczesnego powiatu, do dziś nazywany Ziemią Chrzanowską, został wskutek reformy administracyjnej z 1975 r. podzielony między województwa: katowickie (w którym znalazły się miasta Chrzanów, Trzebinia, Libiąż, Jeleń i Jaworzno), krakowskie (Krzeszowice i Alwernia) oraz bielskie (Chełmek). Mimo silnego oddziaływania Górnego Śląska chrzanowianie zachowali poczucie więzi z Krakowem.
W okresie władzy ludowej zmienione były niektóre historyczne nazwy ulic, np. Aleję Henryka przemianowano na Aleję Lenina, Rynek na Plac Marksa, ulica Sokoła nosiła imię Koniewa, a Świętokrzyska – Komuny Paryskiej. W 1964 r. świętowano Obchody 700-lecia Miasta Chrzanowa. Nie jest dziś jasne, na jakiej podstawie akurat 1264 r. przyjmowano za datę lokacji miasta; znaczenie mogły mieć zbliżające się obchody Tysiąclecia Państwa Polskiego w 1966 r.
Do osiedli budowanych lub rozbudowywanych w okresie PRL należą: śródmiejskie bloki przy ul. Wojska Polskiego oraz Stella (1949–1955), Osiedle Północ (1961–1973), osiedle przy ul. Jordana (W 1978 r. osiedle było lokowane najpierw na ul. Śląskiej; później zmieniono nazwę na Żabią), Osiedle Młodości (1976–1989). Ostatnie z wymienionych osiedli miało być największym tego typu przedsięwzięciem, z mieszkaniami dla 40 tysięcy osób (plan zagospodarowania Chrzanowa zakładał zwiększenie liczby ludności miasta do 80 tysięcy osób). Planów tych w pełni nie zrealizowano, obecnie Osiedle Młodości liczy około 9 tysięcy mieszkańców.
W październiku 1981 roku powstał Klub Inteligencji Katolickiej w Chrzanowie.

### III Rzeczpospolita
Upadek PRL stał się okazją do dyskusji nad powrotem Chrzanowa do województwa krakowskiego. Po ostatniej reformie administracyjnej z 1999 r. Chrzanów znajduje się w województwie małopolskim i stanowi siedzibę powiatu, obejmującego także miasta Trzebinia, Libiąż i Alwernia oraz gminę Babice. Powiat jest niemal dwukrotnie mniejszy niż przed 1975 r.
W 2008 r., na wniosek władz miasta, watykańska Kongregacja do spraw Kultu Bożego i Dyscypliny Sakramentów wydała dekret o uznaniu świętego Mikołaja z Miry za patrona Chrzanowa. Dekret został ogłoszony 6 grudnia przez kardynała Stanisława Dziwisza.
W 1990 r. w budynku parafii św. Mikołaja przy ul. Sokoła 8 w Chrzanowie powstały świetlica dla dzieci niepełnosprawnych, a w 1995 r. Warsztaty Terapii Zajęciowej. W 2001 r. w budynku przy ul. Kościuszki 9 powstała Świetlica Terapeutyczna. Wszystkie te placówki są prowadzone przez Fundację im. Brata Alberta.
7 kwietnia 2010 r. w parku naprzeciwko siedziby Muzeum w Chrzanowie odsłonięto tablicę poświęconą pamięci oficerów Wojska Polskiego i funkcjonariuszy Policji Państwowej, pochodzących z Chrzanowa i okolic, zamordowanych przez Sowietów w Miednoje, Katyniu i Charkowie. Zasadzono tam także dęby katyńskie, które upamiętniły Jana Oczkowskiego, Franciszka Piekarskiego, Emila Stacha i Felicjana Stradę.
W 2018 r. odbyła się ekshumacja szczątków 1340 żołnierzy radzieckich znajdujących się w zbiorowej mogile w parku na os. Kościelec. Zostały one przeniesione na cmentarz komunalny przy ulicy Marchettiego w Chrzanowie.

### Żydzi w Chrzanowie

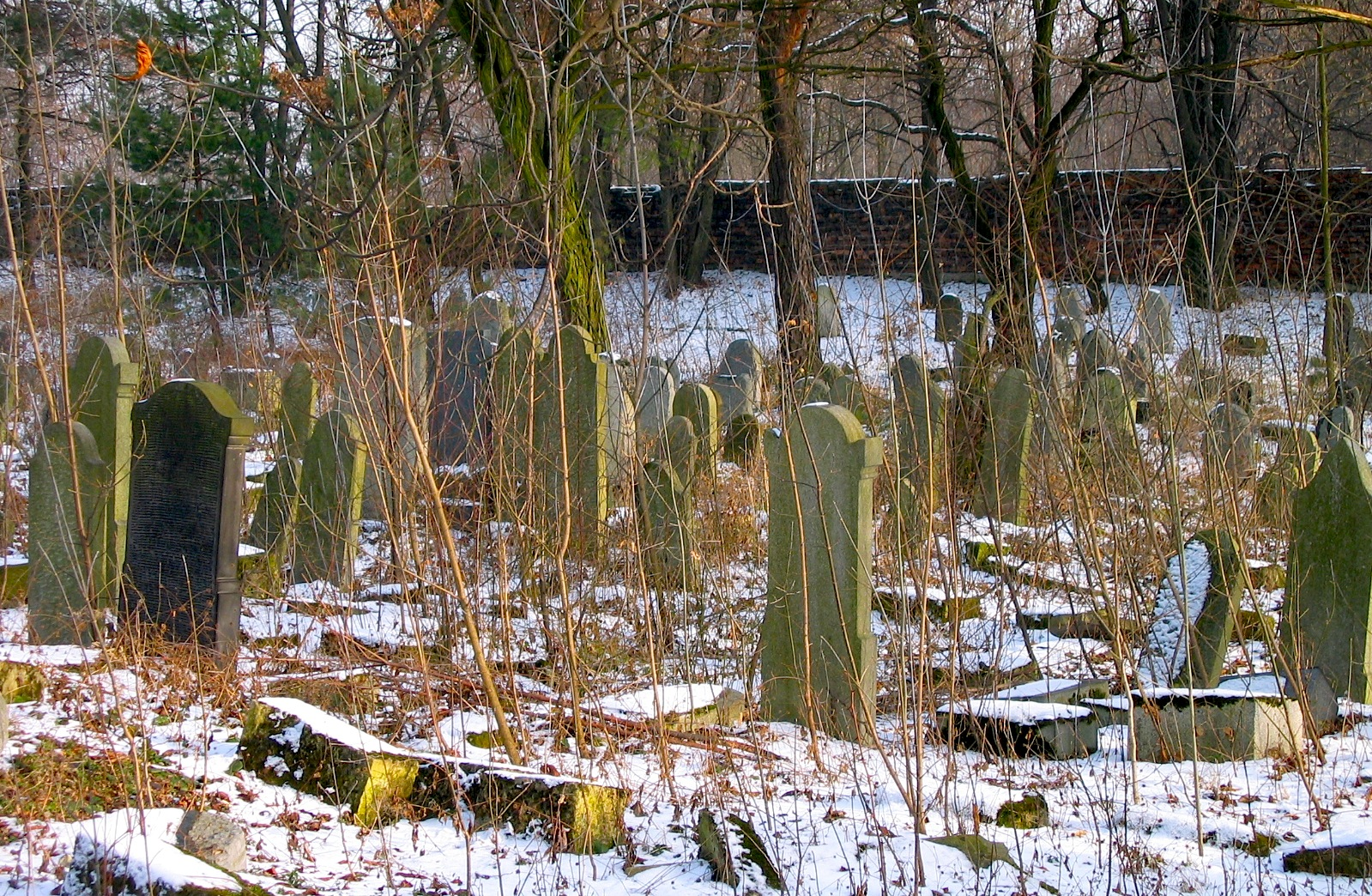
Cmentarz żydowski

Przed wybuchem II wojny światowej w 1939 r. Chrzanów zamieszkiwała liczna społeczność żydowska – około 8 tys. osób. Zaczęli oni napływać znacznie wcześniej, bo już w XVI i XVII w., i przez 400 lat zamieszkiwania Chrzanowa stanowili około 50% ludności miasta. Przypuszcza się, że Żydzi tak chętnie osiadali w rzemieślniczo-handlowym Chrzanowie ze względu na jego status miasta prywatnego, gdzie nie obowiązywało prawo zakazujące osiedlania się ludności żydowskiej. W 1745 r. powstała w Chrzanowie zorganizowana gmina wyznaniowa, której zarząd sprawował władzę administracyjną, religijną i sądową nad społecznością żydowską. Na przełomie XIX i XX w. udało im się zdominować organa władzy miejskiej, uzyskując nawet bezwzględną większość w radzie miasta w okresie 1888–1920. W latach 1899–1912 Zygmunt Keppler pełnił funkcję burmistrza.
Z czasem stali się oni wpływową grupą społeczną, często dominującą w wielu dziedzinach życia publicznego jak np. wyszynk alkoholu, produkcja pieczywa czy usługi dentystyczne. Jednak wbrew popularnemu stereotypowi większość Żydów zamieszkujących Chrzanów była uboga i mieszkała na peryferiach miasta, żyjąc z drobnego rzemiosła oraz rolnictwa.
W Chrzanowie znajdowały się liczne instytucje żydowskie jak synagogi, rzeźnia koszerna, szkoły, chedery, biblioteka, czytelnia, teatr, żydowskie kółko dramatyczne, kółko żydowskie kobiet, Żydowski Związek Miłośników Sztuki, Żydowskie Towarzystwo Sportowo–Gimnastyczne – Makkabi, Żydowski Klub Sportowy – Jutrznia i inne.
W listopadzie 1941 niemieckie władze okupacyjne utworzyły w rejonie ulic: Kadłubka, Krzyskiej, Krakowskiej, Garncarskiej, Luszowskiej, Balinskiej i Joselewicza getto dla ludności żydowskiej. Mieszkało w nim ok. 8 tys. osób. Getto zostało zlikwidowane 18 lutego 1943, a Żydzi wywiezieni do obozu Auschwitz-Birkenau.
Szacuje się, że Holocaust przeżyło około 10% chrzanowskich Żydów.
W 1973 decyzją lokalnych władz wysadzono w powietrze Wielką Synagogę, mykwę i inne żydowskie zabytkowe budowle przy pl. Estery.
Dzisiejszymi pozostałościami po chrzanowskich Żydach jest kirkut oraz obelisk na ul. Grunwaldzkiej upamiętniający śmierć 6 Żydów, a także kolekcja judaików w lokalnym muzeum.

## Etnografia
Obszar gminy Chrzanów zamieszkuje grupa etnograficzna Krakowiaków zachodnich a lokalny dialekt to gwara krakowska.

## Atrakcje turystyczne

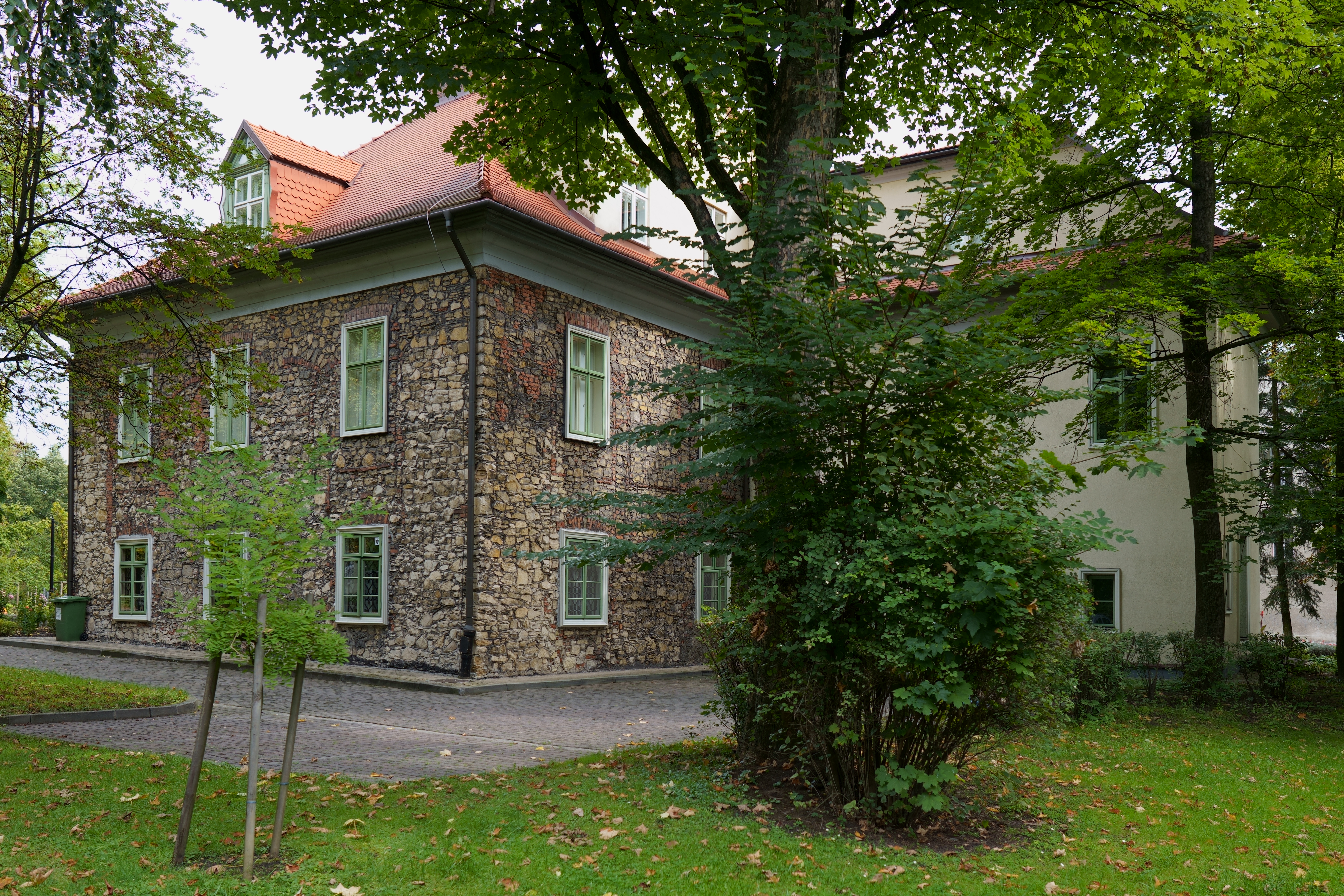
Muzeum w Chrzanowie

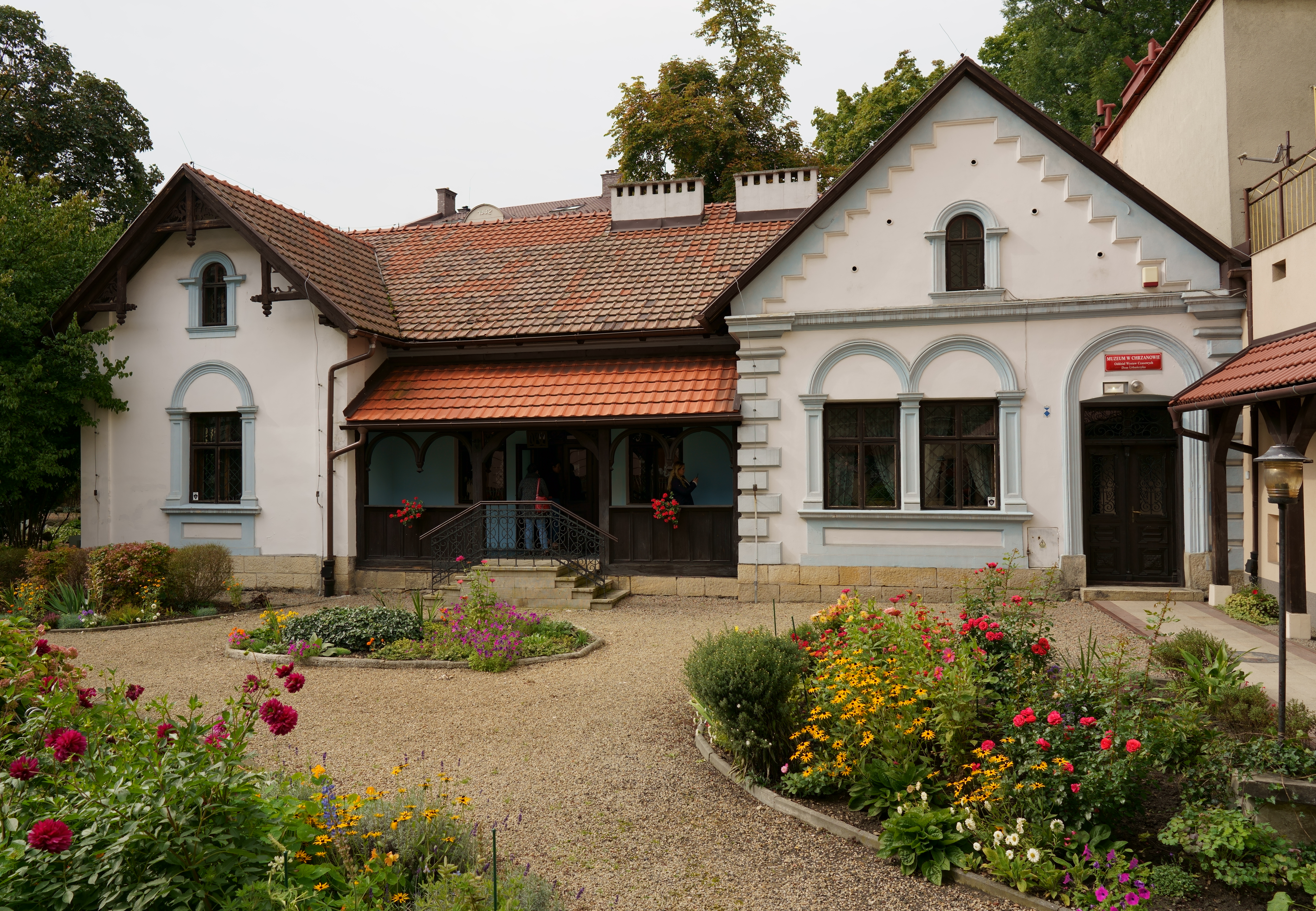
Muzeum „Dom Urbańczyka”

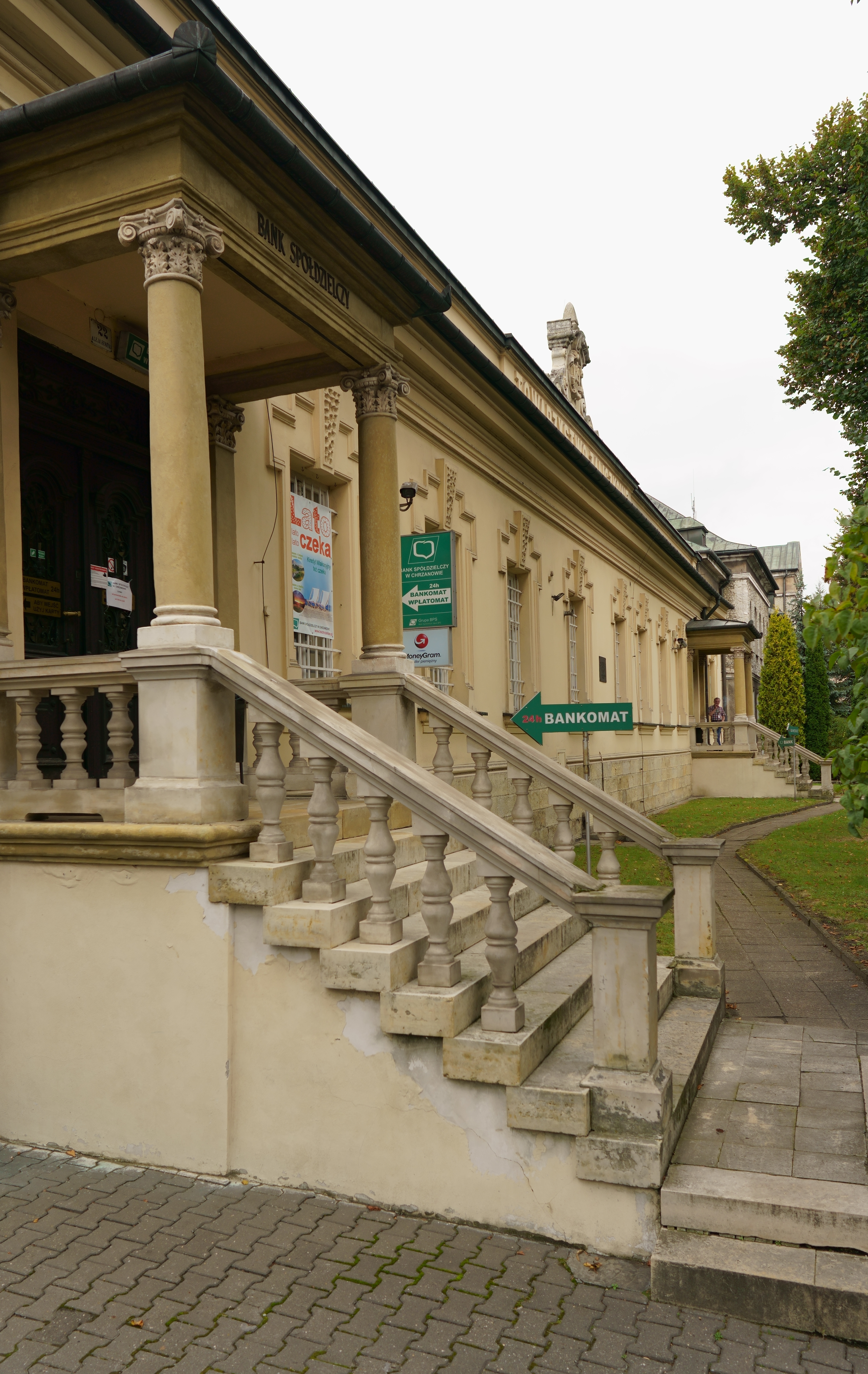
Bank Spółdzielczy

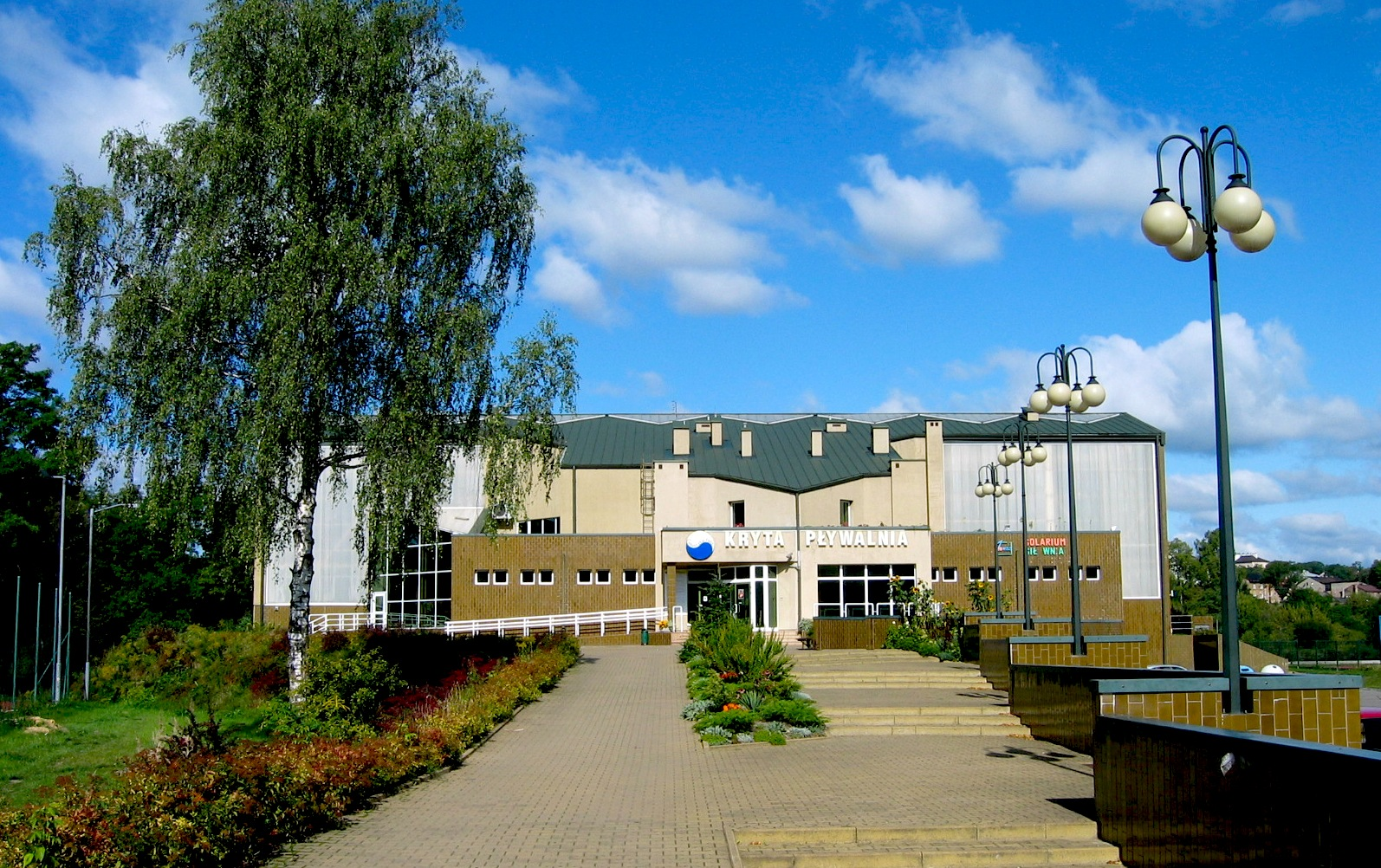
Kryta pływalnia

## Zabytki
Obiekty wpisane do rejestru zabytków nieruchomych województwa małopolskiego.
- Zespół kościoła parafialnego: kościół pw. św. Mikołaja, dzwonnica, otoczenie;
- kaplica grobowa Loewenfeldów na cmentarzu parafialnym, 1898;
- kościół pw. MB Ostrobramskiej, ul. Borowcowa 76;
- cmentarz żydowski, ul. Podwale / Borowcowa, 2 budynki oheli, ogrodzenie i mur;
- dom Urbańczyka, obecnie muzeum, Aleja Henryka 16;
- park pałacowy os. Kościelec, ul. Dworska, gm. Chrzanów;
- budynek Towarzystwa Zaliczkowego, obecnie Bank Spółdzielczy, Aleja Henryka 22;
- oficyna dworska (dawniej nazywany: Lamusem, Dworem, spichlerzem), obecnie główna siedziba Muzeum w Chrzanowie im. Ireny i Mieczysława Mazarakich, ul. Mickiewicza 13;
- dom, ul. 29 Listopada 32, XVIII, przeniesiony w 1968 do Nadwiślańskiego Parku Etnograficznego w Wygiezłowie.

Budowle z początków istnienia Chrzanowa, także późniejsze, nie zachowały się jak np. drewniany ratusz miejski, wzniesiony na środku rynku i rozebrany na przełomie XVIII i XIX w. na polecenie władz austriackich, oraz pałac hr. Starzeńskich w Kościelcu, spalony w 1940 r. i rozebrany w latach następnych. Zniszczeniom wojennym i późniejszej rozbiórce uległy synagogi. Zachowały się kościoły i śródmiejskie kamienice. W centrum miasta warte odwiedzenia są: kościół św. Mikołaja, rynek (przebudowany i odnowiony w latach 2004–2005), plac Tysiąclecia, Park Miejski, aleja Henryka. Warto odwiedzić Muzeum w Chrzanowie (budynek główny na terenie parku oraz tzw. Dom Urbańczyka przy Alei Henryka), a także kościół św. Jana Chrzciciela w Kościelcu.
W sołectwach do ciekawszych obiektów można zaliczyć kościół Podwyższenia Krzyża Św. oraz Pałacyk (obecnie Dom Pomocy Społecznej) w Płazie. Na terenie wapiennika w tej miejscowości interesującym zabytkiem architektury przemysłowej jest kręgowy piec do wypalania wapna (typ „Hoffman”) z 1892 r., ostatni taki obiekt zachowany w Polsce. Napis na zegarze, znajdującym się przy jednym ze skrzyżowań w Płazie, głosi: „Jedna z tych godzin będzie twą ostatnią”.
W sąsiedniej gminie Babice zlokalizowane są, należące do Muzeum w Chrzanowie, największe atrakcje okolicy: zakonserwowane ruiny zamku Lipowiec oraz skansen – Nadwiślański Park Etnograficzny w Wygiełzowie.

## Kultura
W centrum miasta zlokalizowany jest dom kultury (Miejski Ośrodek Kultury, Sportu i Rekreacji), pełniący także funkcję jedynego kina w Chrzanowie. Funkcjonuje Miejska Biblioteka Publiczna z filiami dla dzieci i młodzieży.
Corocznie w czerwcu organizowane są Dni Chrzanowa, na które składa się wiele imprez kulturalnych, sportowych i rozrywkowych.

## Edukacja
Chrzanów posiada dwa licea ogólnokształcące, zespoły szkół technicznych i zawodowych, cztery gimnazja i siedem szkół podstawowych (w tym jedną specjalną), szkołę muzyczną, a także niepubliczną Wyższą Szkołę Przedsiębiorczości i Marketingu oraz społeczny koledż dla absolwentów szkół średnich.

## Wspólnoty wyznaniowe

Zasięg parafii katolickich w Chrzanowie

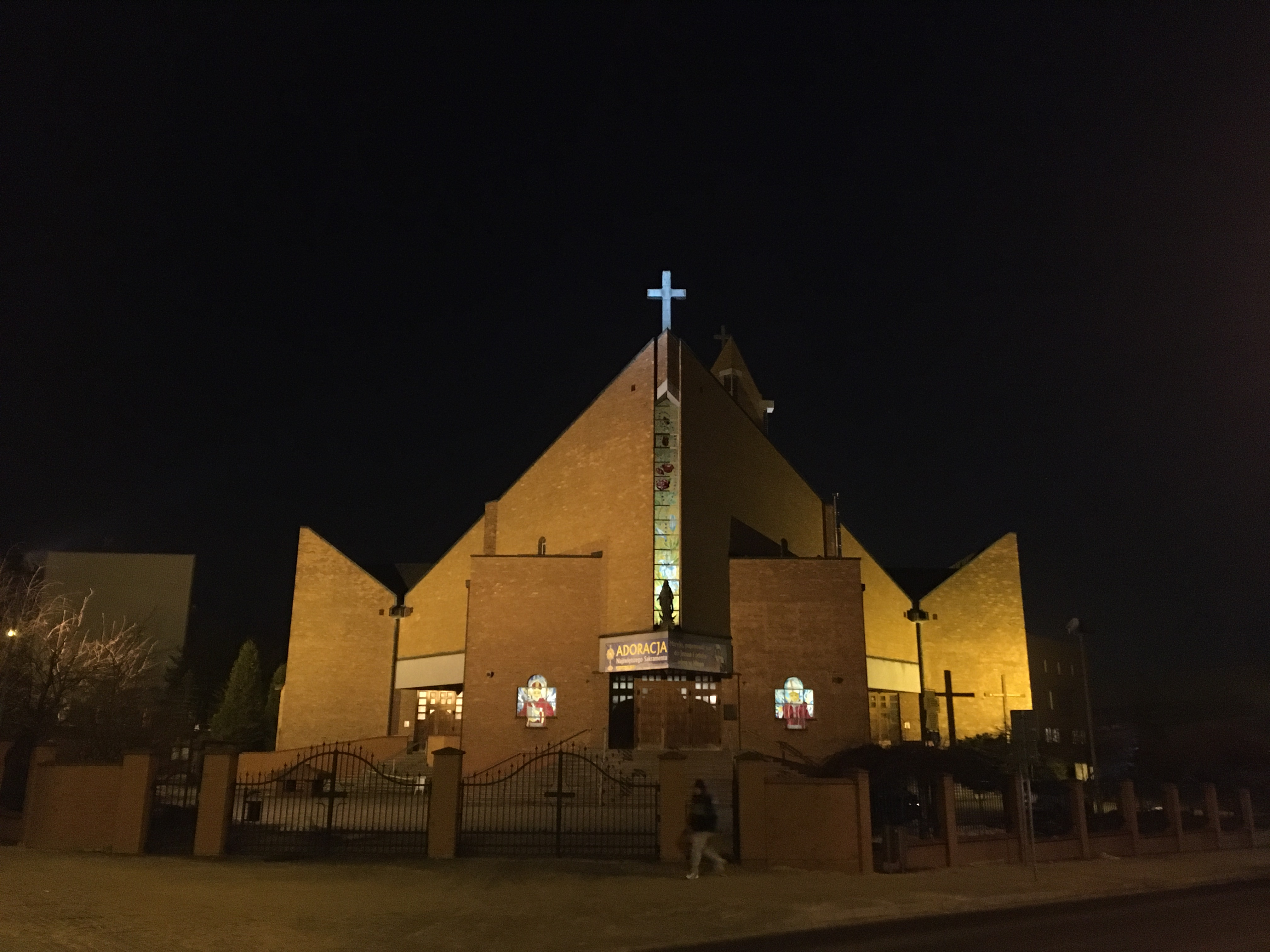
Kościół parafialny MB Różańcowej

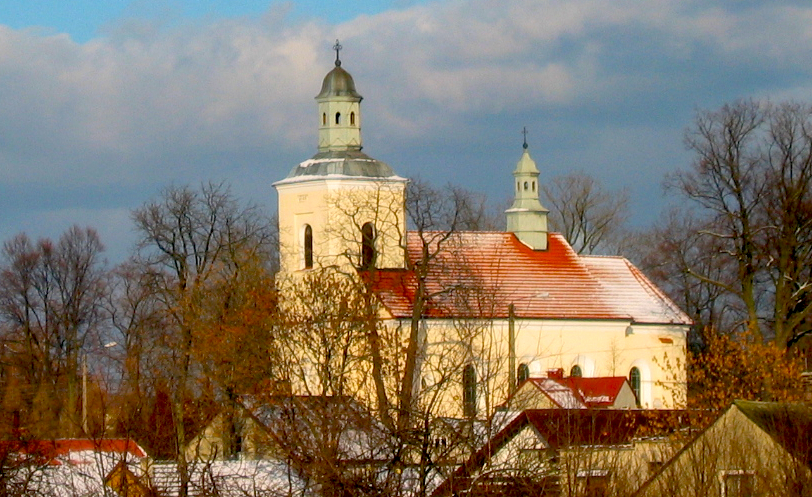
Kościół parafialny św. Jana Chrzciciela w Kościelcu

Na terenie Chrzanowa działalność religijną prowadzą następujące Kościoły i związki wyznaniowe:
- Chrześcijańska Wspólnota Ewangeliczna:
  - placówka w Chrzanowie[90]
- Kościół Adwentystów Dnia Siódmego:
  - zbór w Chrzanowie[91]
- Kościół Boży w Chrystusie:
  - Społeczność „Nowe Pokolenie” w Chrzanowie (placówka zboru „Dom Ojca” w Mysłowicach)[92][93][94]
- Kościół Chrześcijan Baptystów:
  - zbór w Chrzanowie[95]
- Kościół Ewangelicko-Metodystyczny:
  - filiał Chrzanów parafii w Krakowie[96]
- Kościół Ewangelicznych Chrześcijan:
  - zbór w Chrzanowie[97]
- Kościół rzymskokatolicki:
  - parafia Miłosierdzia Bożego (1,5 tys. parafian)
  - parafia św. Jana Chrzciciela (4,9 tys. parafian)
  - parafia MB Różańcowej (15,5 tys. parafian)
  - parafia św. Mikołaja (10,4 tys. parafian)
  - parafia Świętej Rodziny (7 tys. parafian)
  - parafia MB Ostrobramskiej (2,8 tys. parafian)
- Kościół Wolnych Chrześcijan w RP:
  - zbór w Chrzanowie[98]
- Kościół Zielonoświątkowy:
  - zbór „Jordan”[99]
- Świadkowie Jehowy (Sala Królestwa ul. Pogorska 2)[100][101][102]:
  - zbór Chrzanów Północ
  - zbór Chrzanów Południe
- Zrzeszenie Wolnych Badaczy Pisma Świętego
  - zbór w Chrzanowie[103][102]

### Dawne synagogi żydowskie

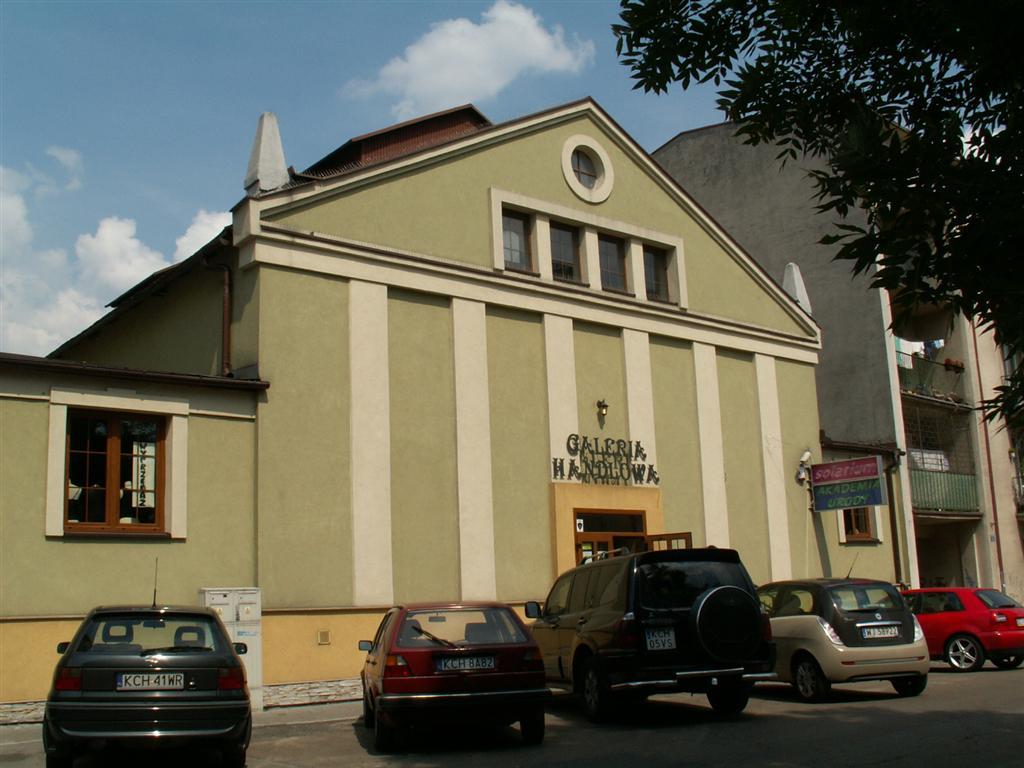
Dawna synagoga przy ul. 3 Maja (obecnie galeria handlowa)

W Chrzanowie istniały cztery synagogi:
- synagoga przy ul. Garncarskiej (niezachowana)
- synagoga przy ul. 3 Maja
- synagoga Anchei Chail przy ul. Jagiellońskiej (niezachowana)
- stara synagoga (niezachowana)

## Infrastruktura mieszkaniowa
W Chrzanowie znajduje się prawie 17 tysięcy mieszkań, z czego około 6 tysiącami administruje Powszechna Spółdzielnia Mieszkaniowa w Chrzanowie, a ponad 2,5 tysiącami – Zarząd Budynków Komunalnych. Mieszkania zaopatrywane są w wodę z ujęć głębinowych „Matylda” i „Żelatowa”, oraz ze zbiornika wodnego Dziećkowice. Woda jest dostarczana poprzez rurociąg o długości 14 km i przekroju 600 mm. Ponad 9 tysięcy mieszkań posiada ogrzewanie centralne.

## Gospodarka

### Uwarunkowania

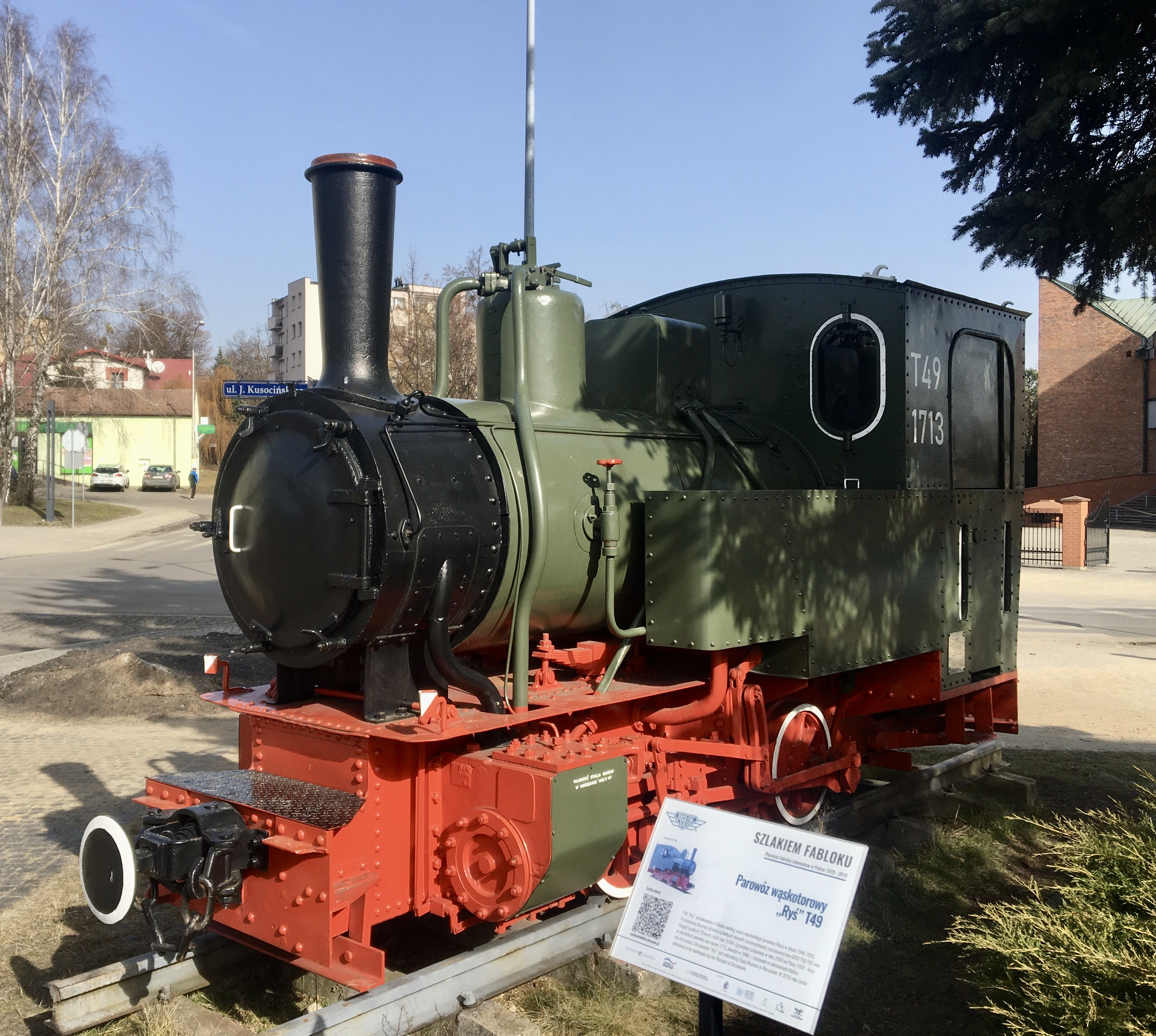
Parowóz Ryś produkowany w Fabloku (1946–1950) ustawiony jako pomnik przy pl. Tysiąclecia

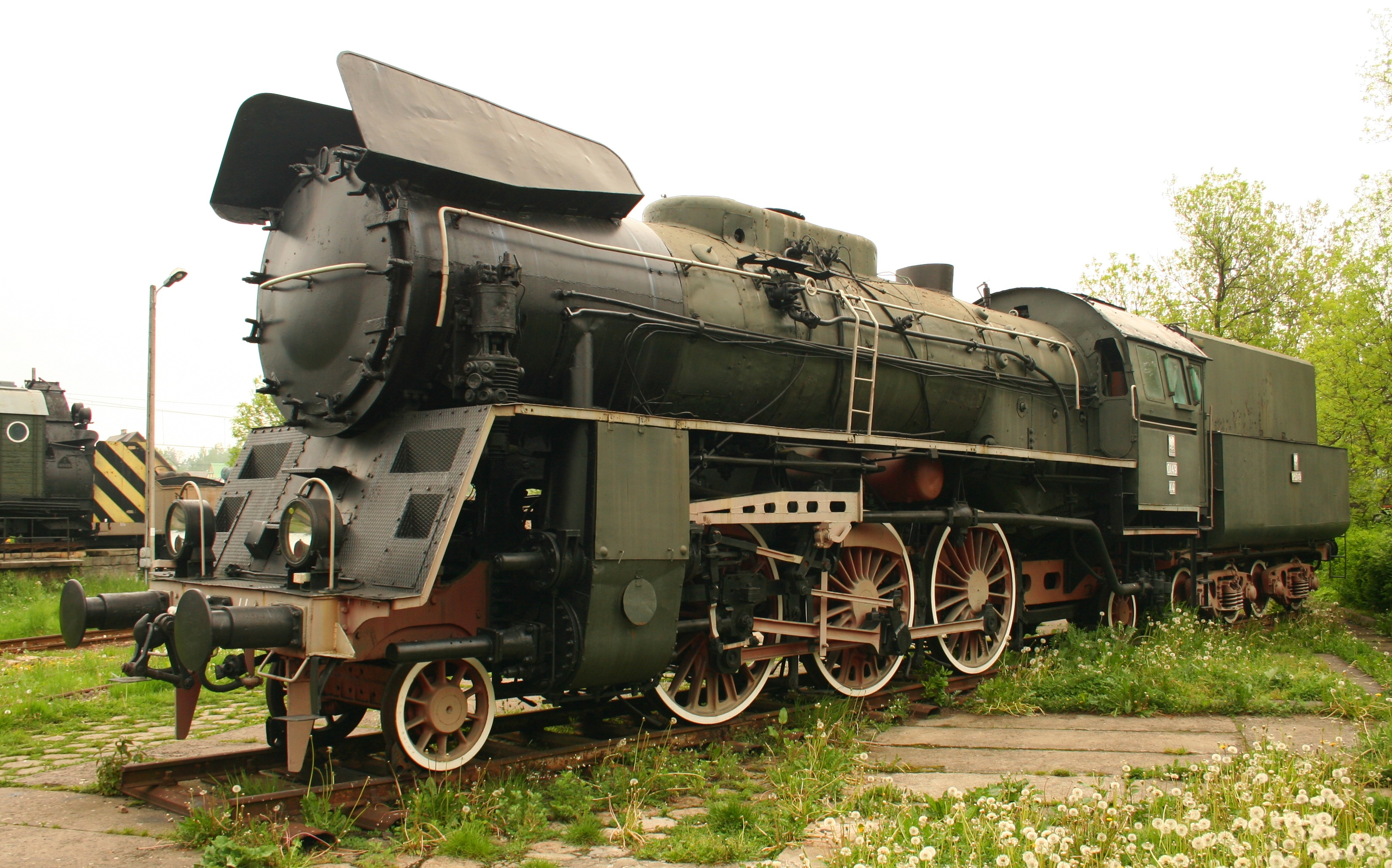
Parowóz Ol49 produkowany w Fabloku (1951–1954)

U początku Chrzanów był przede wszystkim miastem kupieckim. W 1616 r. zatwierdzono statut cechu tkackiego, wyrabiającego słynne sukna „bernardyńskie” i granatowe „lazury”. W mieście działały też cechy; rzeźnicki, szewski, krawiecki i kowalski. Chrzanów staropolski miał dwie handlowe specjalności: bydło (działała komora celna dla jego wywozu na Śląsk) oraz kruszce – głównie ruda ołowiu, galena, ołowianka oraz cynk. Ich wydobywanie, a także przetapianie rozpoczęto w rejonie Chrzanowa w drugiej połowie XIV w. O znaczeniu Chrzanowa w handlu ołowiem świadczy urobiona od imienia miasta nazwa jednostki wagi tego kruszcu – centarius ponderis gravis Chrzanowiensis. Reliktem ówczesnej, powierzchniowej eksploatacji kruszców są tzw. warpie – lejowate zagłębienia w ziemi, rozsiane wokół Chrzanowa i porośnięte roślinnością. W ciągu XVIII i XIX w. Żydzi przejęli cały handel oraz część przemysłu.
Rozwój przemysłu i handlu nastąpił wraz z uruchomieniem w 1856 r. linii kolejowej („C.K. Uprzywilejowana Kolej Północna Cesarza Ferdynanda”, niem. K.u.K. privilegierte Kaiser Ferdinands-Nordbahn), łączącej Kraków z Wiedniem, co umożliwiło transport rud wydobywanych w jednej z pierwszych głębinowych kopalni rud cynkowo-ołowianych „Matylda”, uruchomionej w 1852 r.
W odrodzonej II Rzeczypospolitej miasto rozwinęło się jako ośrodek produkcji lokomotyw i maszyn (w 1920 r. powstała Pierwsza Fabryka Lokomotyw w Polsce S.A. – Fablok), która była jedynym przedsiębiorstwem w owym czasie produkującym parowozy. Wkrótce w 1928 r. powstały Zakłady Materiałów Ogniotrwałych „Stella”, dostarczające hutnictwu materiały szamotowe oraz ogniotrwałe materiały ceramiczne. W 1930 r. zatopienie kopalni „Matylda” zakończyło natomiast okres wydobycia rud cynku i ołowiu.
Po II wojnie światowej w Chrzanowie rozwinął się przemysł spożywczy (powstały m.in. zakłady mięsne, mleczarnia i chłodnia) oraz produkcja materiałów budowlanych. W 1953 r. osuszono kopalnie Matylda i w 1958 r. wznowiono wydobycie. Kopalnia działała do 1973 r., a w 1987 r. przeprowadzono całkowitą likwidację zakładu. W dawnym szybie „Betty” (powojenna nazwa: „Józef”) znalazło się ujęcie wody pitnej dla miasta.
Od czasu transformacji ustrojowej w Polsce, wskutek znacznej redukcji zatrudnienia w sektorze przemysłowym w latach 90. XX w., znaczna część mieszkańców Chrzanowa trudni się handlem detalicznym. Miasto stało się lokalnym centrum handlu, także dla mieszkańców Trzebini, Libiąża czy południowych części Jaworzna.

### Inwestycje
W Chrzanowie swoje sklepy zlokalizowało kilka dużych sieci handlowych (m.in. Lidl, Biedronka, Dino, Kaufland, Netto). Znajduje się również Centrum Handlowe MAX, które jest jedyną galerią handlową w powiecie chrzanowskim. Obecnie w galerii znajduje się ponad 65 sklepów i lokali usługowych, w tym kawiarnia i restauracje.5 czerwca 2020 roku otwarto Park Handlowy Kasztelania, sklepy takie jak Carrefour Market, Action czy JYSK. Na istniejących terenach przemysłowych swoje fabryki otworzyły m.in. norweski koncern Hydro, niemiecka grupa Seppeler oraz Zakłady Mięsne UNIMIĘS. Wybudowano fabrykę akcesoriów samochodowych Valeo, zlokalizowaną przy autostradzie A4. W dzielnicy Chrzanów-Kościelec działa zakład spożywczy produkujący słodką żywność Dan Cake Polonia.
Działają też:
- Kopalnia i Prażalnia Dolomitu Żelatowa S.A. w Chrzanowie
- Wytwórnia Mas Bitumicznych Bitumik Sp. z o.o.

Zgodnie z porozumieniem podpisanym 27 września 2007 r. przez Burmistrza Miasta Chrzanowa oraz Instytut Prawa Spółek i Inwestycji Zagranicznych w Krakowie reprezentujący zagranicznego inwestora, planowane jest zagospodarowanie terenów położonych na północ od autostrady A4 (w sąsiedztwie Balina) o powierzchni ok. 400 ha, między innymi poprzez budowę nowego, dużego osiedla mieszkaniowego (nazywanego potocznie „drugim Chrzanowem”). Realizację tego przedsięwzięcia opóźnia znaczne rozdrobnienie własności gruntów na tych terenach (obejmujących ok. 1800 prywatnych działek). Po kilku latach całkowicie zaniechano przedsięwzięcia.

W 2013 r. zakończono budowę pięciokilometrowej obwodnicy, która połączyła osiedle Północ, osiedle Niepodległości i osiedle Kościelec. Wybudowanie północno-wschodniej obwodnicy kosztowało prawie ponad 85 mln zł, z czego 72 mln zł to środki unijnego dofinansowania.
W 2015 r. wybudowano zachodnią obwodnicę Chrzanowa, która łączy węzeł Byczyna A4 z DW933. Inwestycja kosztowała 30 mln złotych, z czego 24 mln zł pochodziło z funduszy unijnych.
W 2024 wydano decyzję środowiskowa dla budowy magazynów energii w okolicach balina. Maksymalna pojemność została określona do 768MWh.
W tym samym roku rozpoczęła się budowa drogi przez strefe inwestycyjną przy autostradzie. Droga będzie miec około kilometra i będzie przecinać tereny inwestycyjne.
W 2025 roku na sprzedaż zostanie wystawiona pierwsza duża (4ha) działka w strefie przy autostradzie.

## Transport

Szlaki drogowe i kolejowe w Chrzanowie

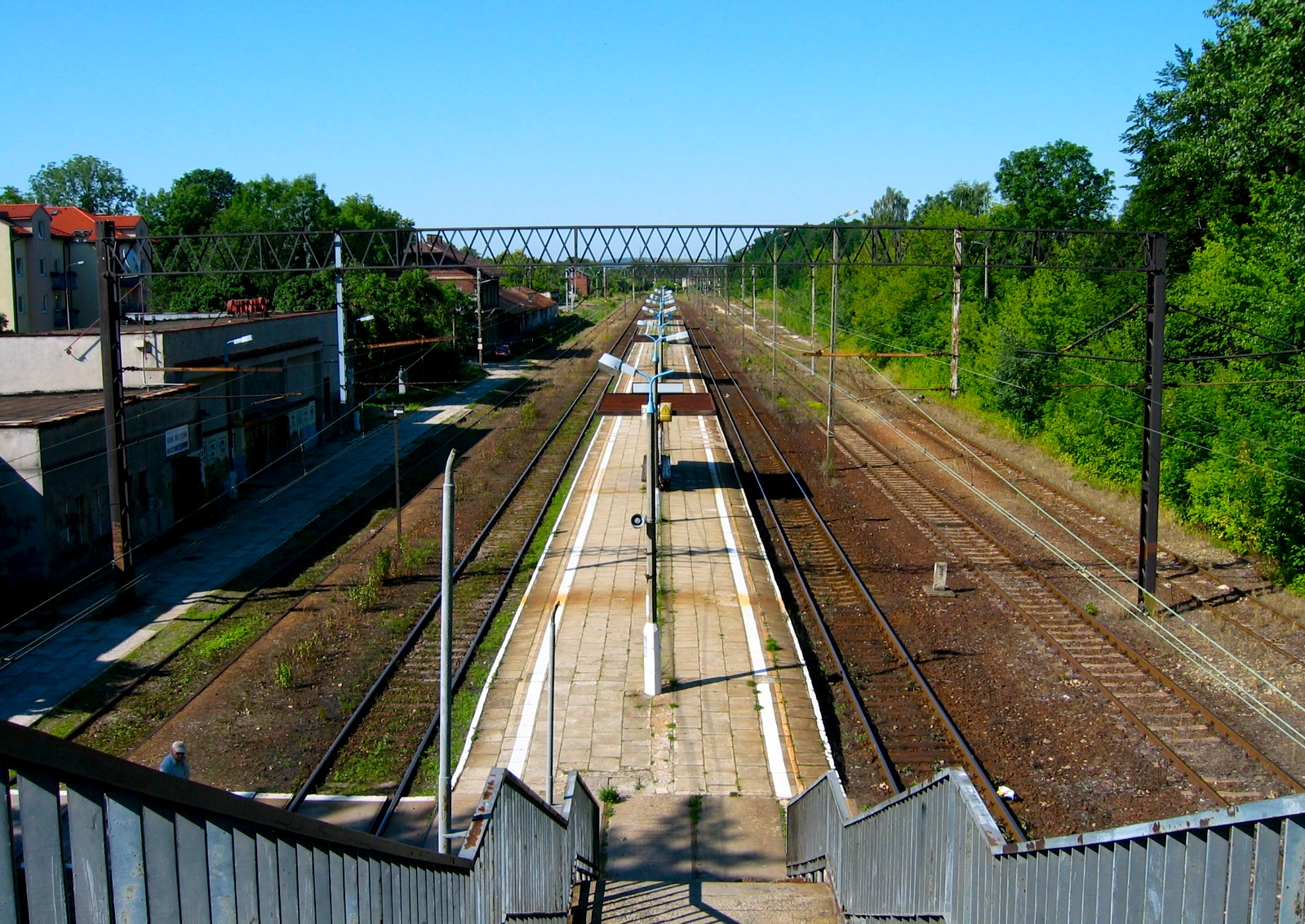
Stacja kolejowa Chrzanów (Fablok)

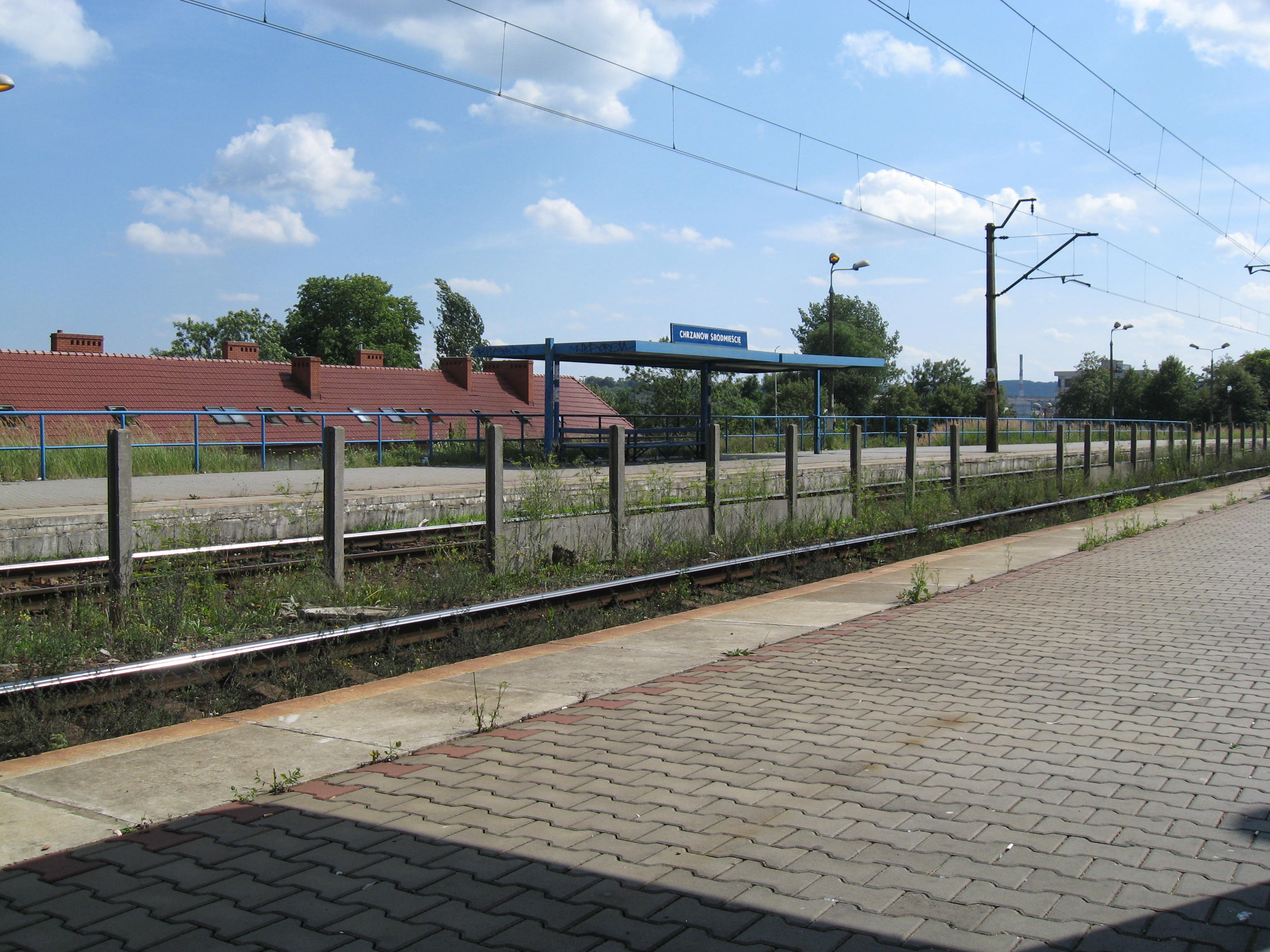
Przystanek kolejowy Chrzanów Śródmieście

### Kolej
Pierwsza linia kolejowa w Chrzanowie powstała 1 marca 1856 roku, jako odcinek Kolei Północnej Cesarza Ferdynanda (Wiedeń – Trzebinia). Obecnie przez Chrzanów przebiega linia kolejowa nr 93 Trzebinia – Zebrzydowice. Miasto posiada bezpośrednie połączenie kolejowe z Krakowem (relacja docelowa: Wieliczka) oraz Oświęcimiem, kursy obsługiwane przez EZT EN57 i EN71. Z Chrzanowa pociągiem można się również dostać do Bohumina. Duży ruch pociągów towarowych, w dużej części z libiąskiej Kopalni Węgla Kamiennego Janina.
W mieście znajduje się stacja Chrzanów oraz przystanek osobowy Chrzanów Śródmieście, który ze względu na lokalizację blisko centrum cieszy się większą popularnością wśród podróżnych.
Przez Chrzanów przebiega zamknięta obecnie dla ruchu osobowego linia nr 126 Jaworzno Szczakowa – Bolęcin (na odcinku Jaworzno – Chrzanów została rozebrana w 1985 r.) obecnie wykorzystywana jedynie przez Kopalnię i Prażalnię Dolomitu „Żelatowa”. PKP nie ma w planach przywrócenia ruchu osobowego, który został zamknięty w 1995 r., a w 2001 zdjęto sieć trakcyjną.

### Transport drogowy
W obrębie Chrzanowa znajdują się trzy bezpośrednie zjazdy na autostradę A4 (E40). Dzięki temu Chrzanów posiada szybkie połączenie drogowe z Krakowem, Katowicami i dalej Wrocławiem oraz Rzeszowem.
Przez centrum miasta przebiega również alternatywna wobec autostrady droga krajowa nr 79. Nie jest jednak przejezdna dla pojazdów o wysokości powyżej 3,2 m ze względu na stosunkowo niskie wiadukty kolejowe. Na trasie w kierunku Katowic prowadzi północnym obrzeżem Śródmieścia, pod wiaduktem o wysokości 3 m, natomiast na trasie w kierunku Krakowa – południowym obrzeżem Śródmieścia, pod wiaduktem o wysokości 3,5 m.
W Chrzanowie swój początek mają drogi wojewódzkie: 933 przez Oświęcim, Pszczynę, Wodzisław Śląski, Jastrzębie-Zdrój do Rzuchowa oraz 781 przez Babice, Zator, Andrychów do Łękawicy.

### Komunikacja zbiorowa

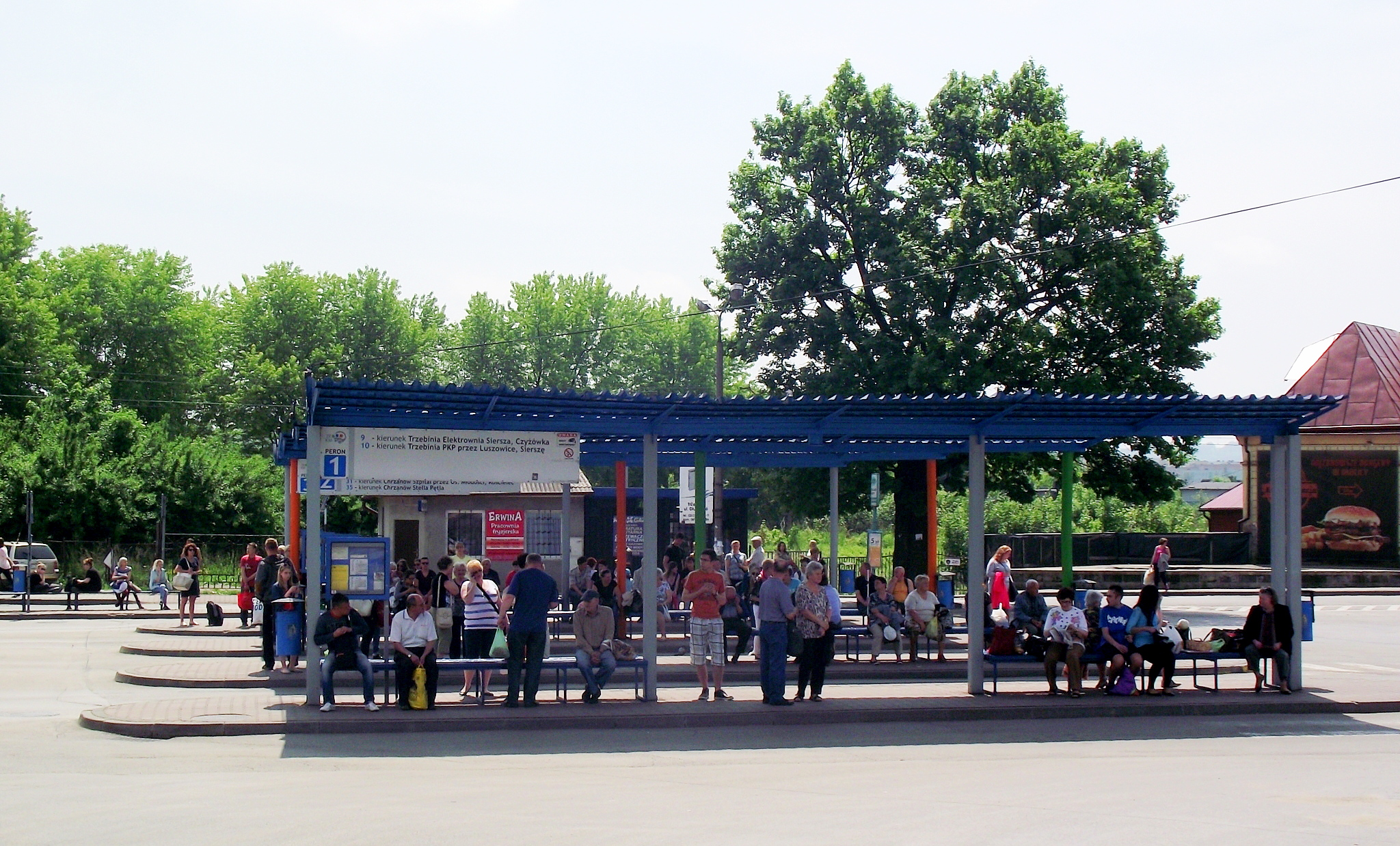
Dworzec autobusowy

Większość linii komunikacji miejskiej na terenie Chrzanowa i sąsiednich gmin jest obsługiwana na zlecenie Związku Komunalnego Komunikacja Międzygminna w Chrzanowie (współtworzonego przez gminy: Chrzanów, Libiąż i Trzebinia) przez Konsorcjum Komunikacji Autobusowej w Trzebini, w skład którego wchodzą różne firmy przewozowe (głównie Transgór Mysłowice – zakład nr 2 w Trzebini). Do 31 grudnia 1999 w skład ZKKM wchodziło również miasto Jaworzno, gdzie przewozy realizuje niezależnie przedsiębiorstwo PKM Jaworzno.
Ponadlokalny transport samochodowy dla mieszkańców Chrzanowa i okolic zapewniają ZKKM Chrzanów (linia „K” w kierunku Krakowa – zakończono w 2011 r.), PKM Jaworzno (linia A w kierunku Katowic), PKS Kraków, a także minibusy przewoźników prywatnych, takich jak POL-BUS, Stan-BUS, Jawor-Trans, DANEXpress. Funkcjonujące przez wiele lat przedsiębiorstwo PKS Chrzanów zakończyło działalność w 2006 r.

### Transport lotniczy
W 2012 r. otwarto sanitarne lądowisko przy ul. Topolowej.

## Bezpieczeństwo

### Komenda Powiatowa Policji
W Chrzanowie znajduje się Komenda Powiatowa Policji z sześcioma wydziałami:
1. Wydział kryminalny;
2. Wydział dochodzeniowo-śledczy;
3. Wydział do walki z przestępczością gospodarczą;
4. Wydział prewencji;
5. Wydział ruchu drogowego;
6. Wydział wspomagający.

Do tego dochodzi stanowisko do spraw prasowo-informacyjnych oraz zespół do spraw ochrony informacji niejawnych.
Komendzie Powiatowej Policji w Chrzanowie podlegają:
- Komisariat Policji w Alwerni;
- Komisariat Policji w Libiążu;
- Komisariat Policji w Trzebini.

Komenda Powiatowa Policji w Chrzanowie posiada 35 pojazdów i 266 policjantów:
| Lp.   | Nazwa Jednostki                        | Liczba pojazdów | Liczba policjantów |
| ----- | -------------------------------------- | --------------- | ------------------ |
| 1     | Komenda Powiatowa Policji w Chrzanowie | 21              | 145                |
| 2     | Komisariat Policji w Trzebini          | 6               | 61                 |
| 3     | Komisariat Policji w Libiążu           | 4               | 35                 |
| 4     | Komisariat Policji w Alwerni           | 4               | 25                 |
| Razem | Razem                                  | 35              | 266                |

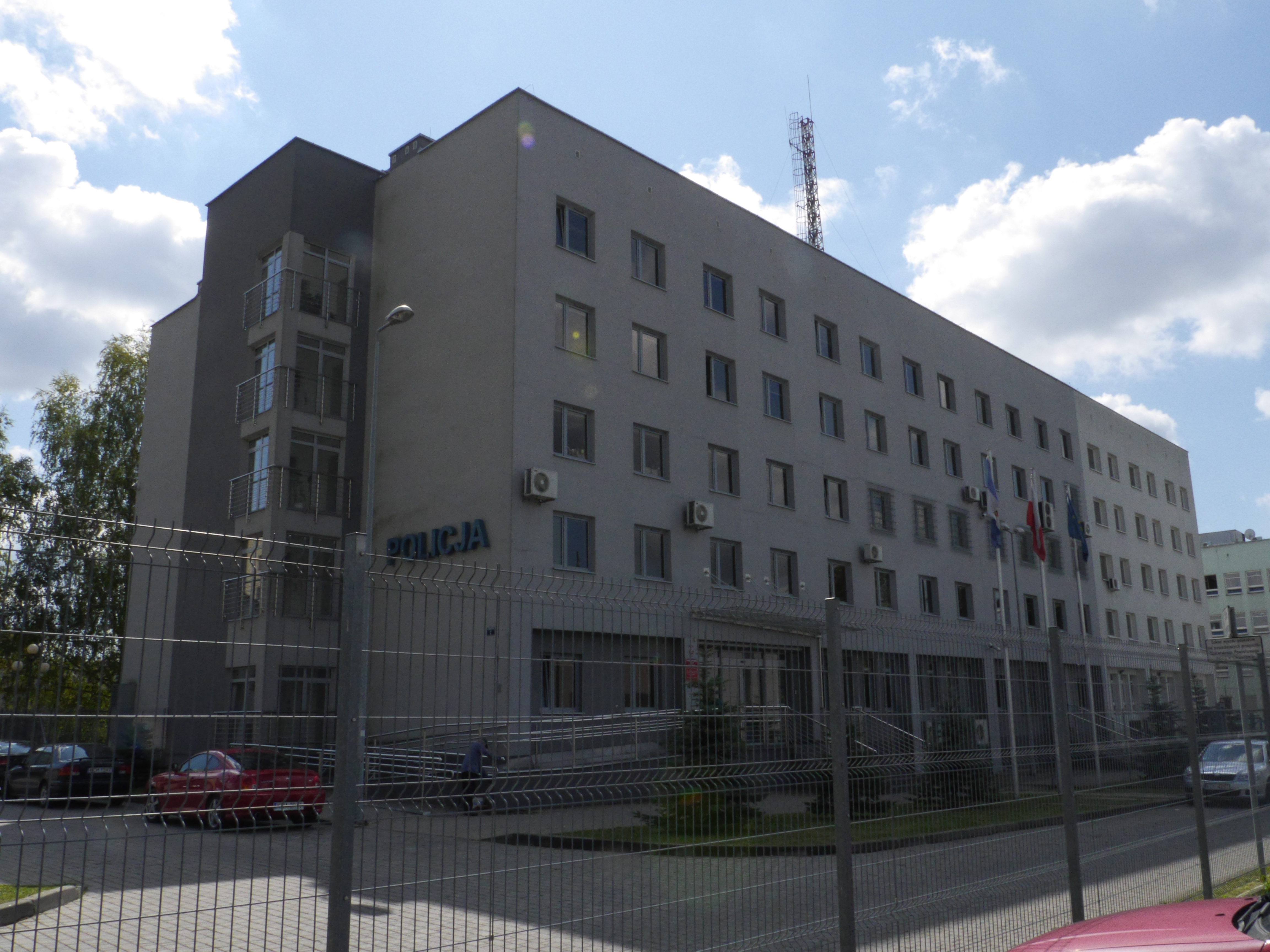
Budynek KPP
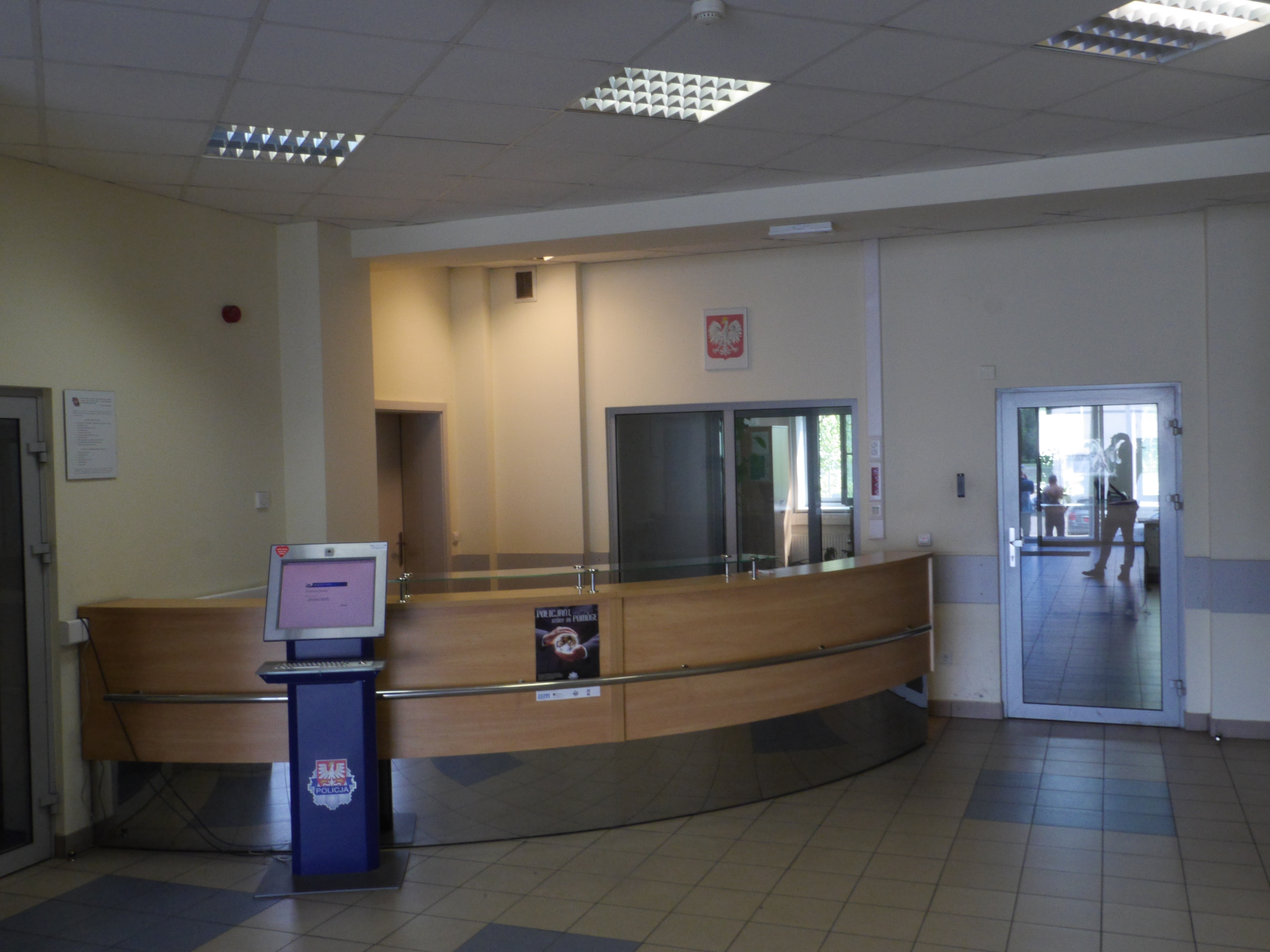
Wejście KPP
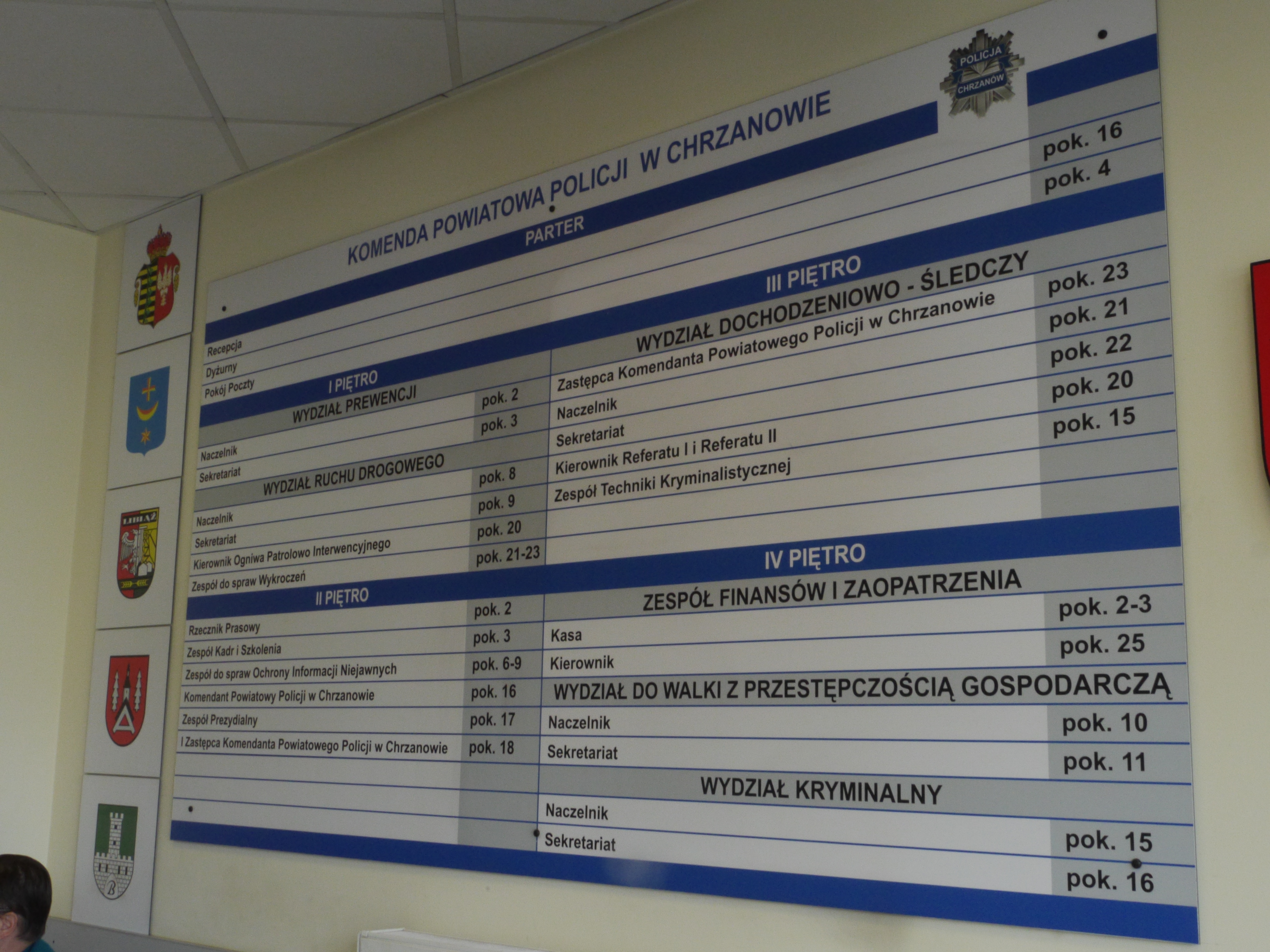
Wejście KPP
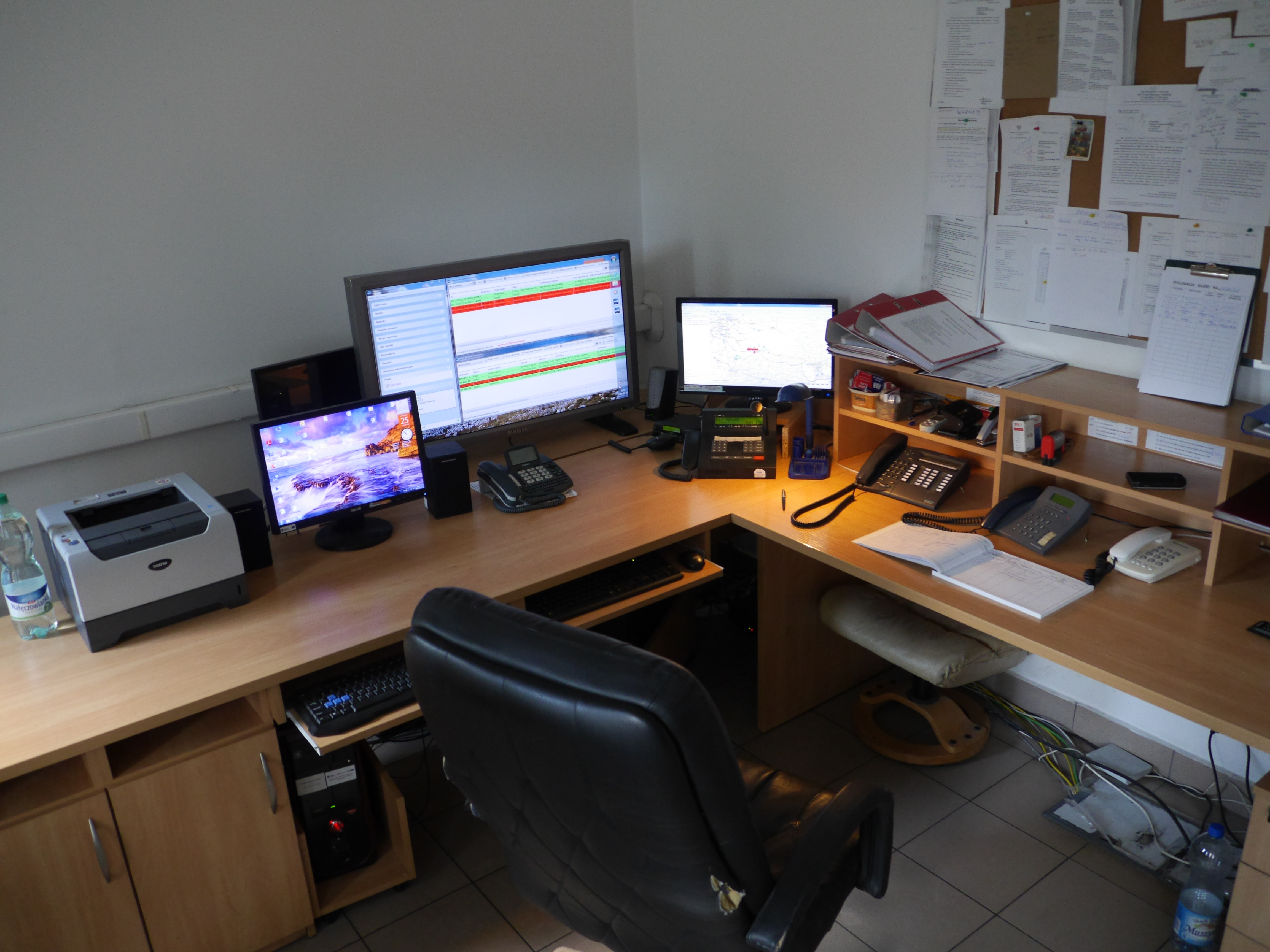
Stanowisko dyspozytora KPP
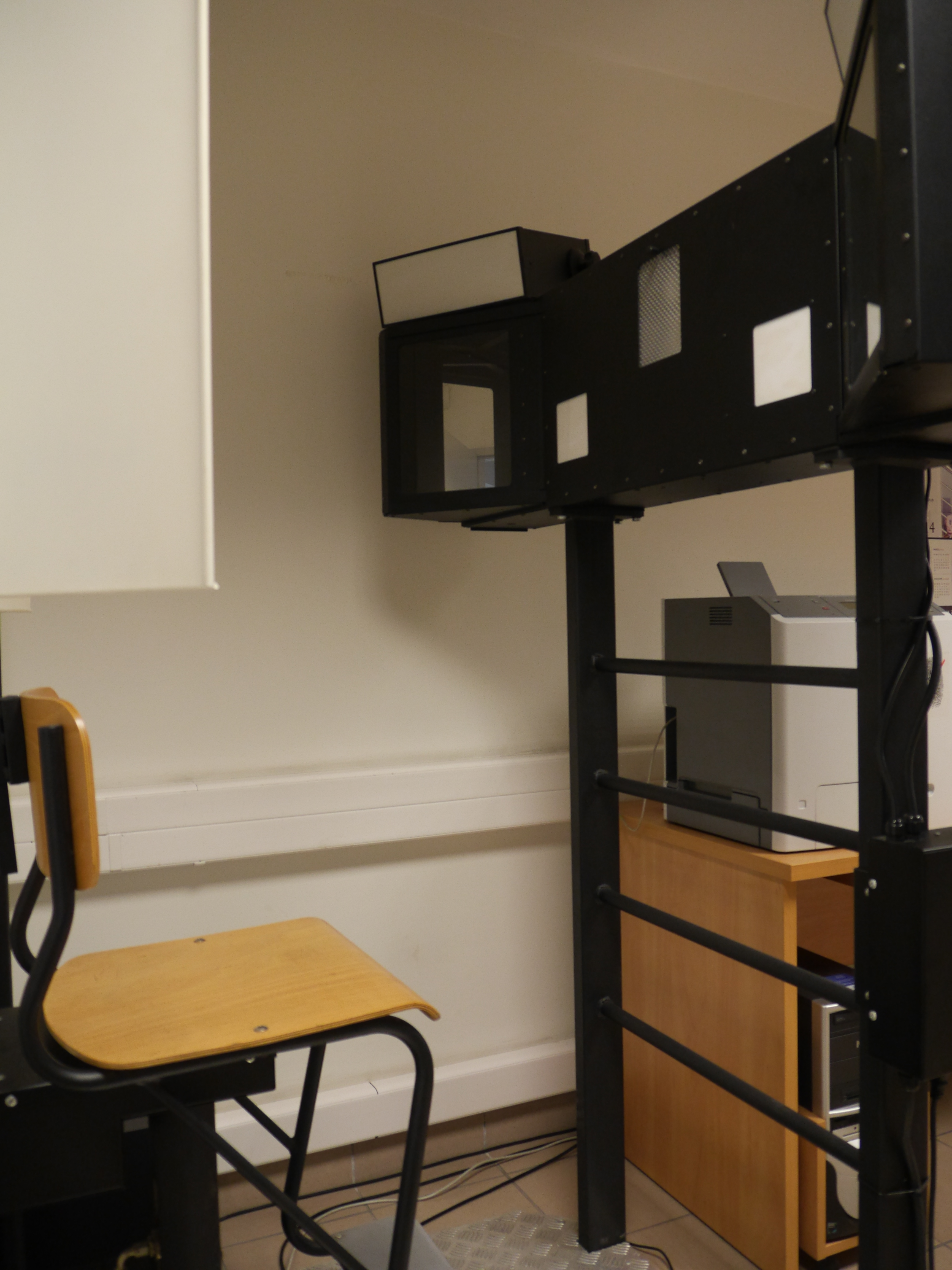
Wydział dochodzeniowo-śledczy – atelier
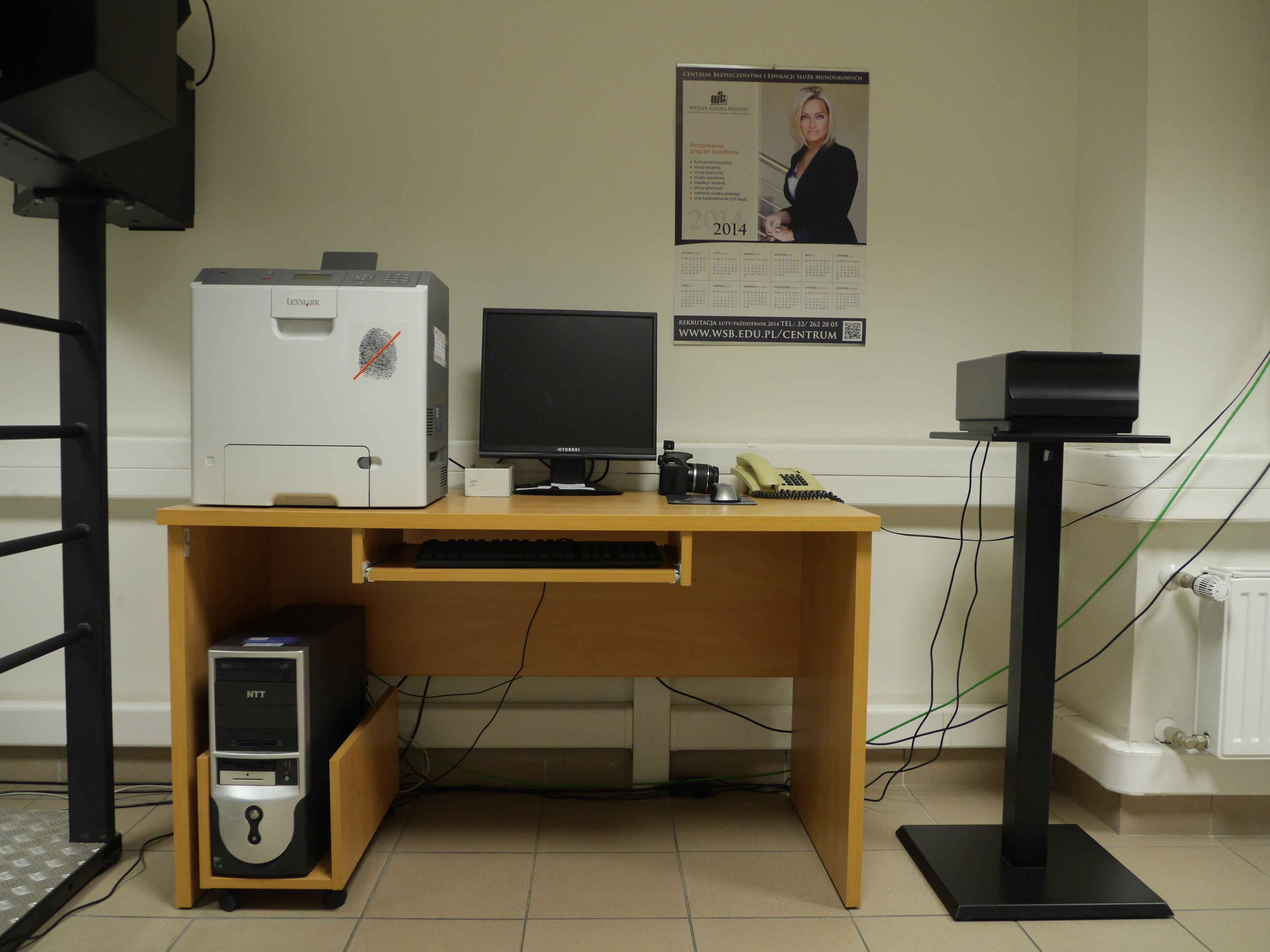
Wydział dochodzeniowo-śledczy – live scaner
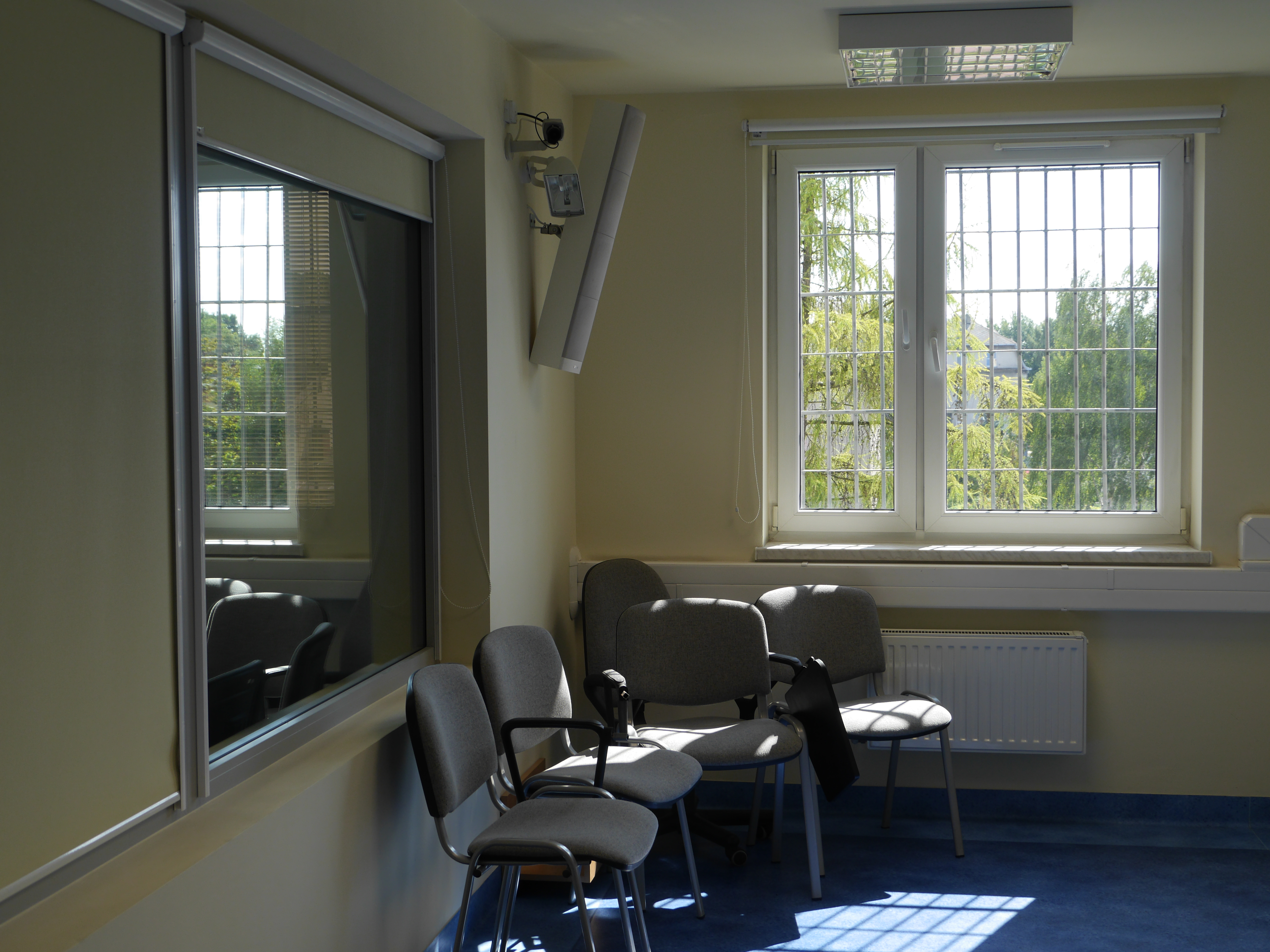
Pokój okazań – szkło weneckie
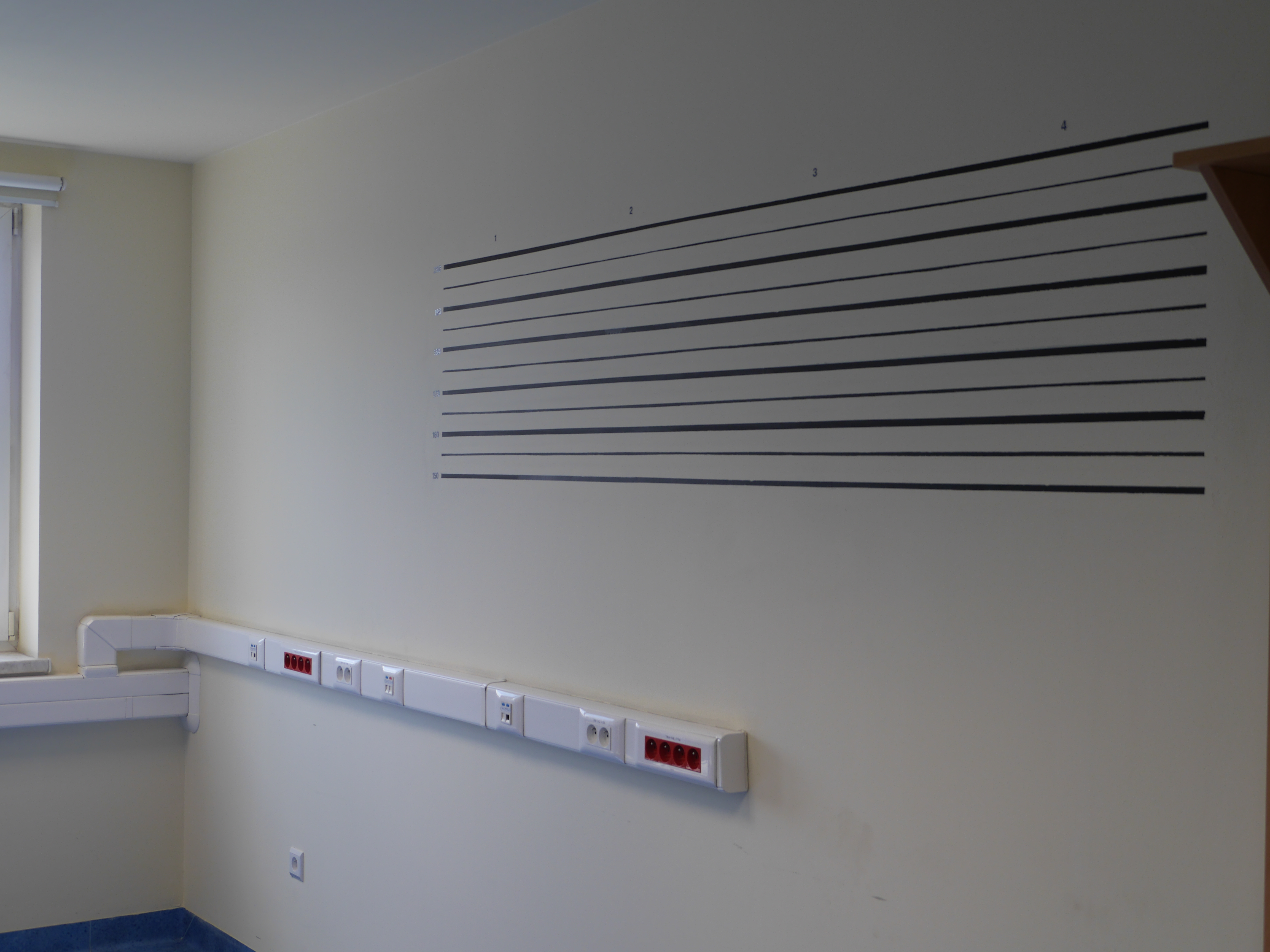
Pokój okazań – wzrostomierz
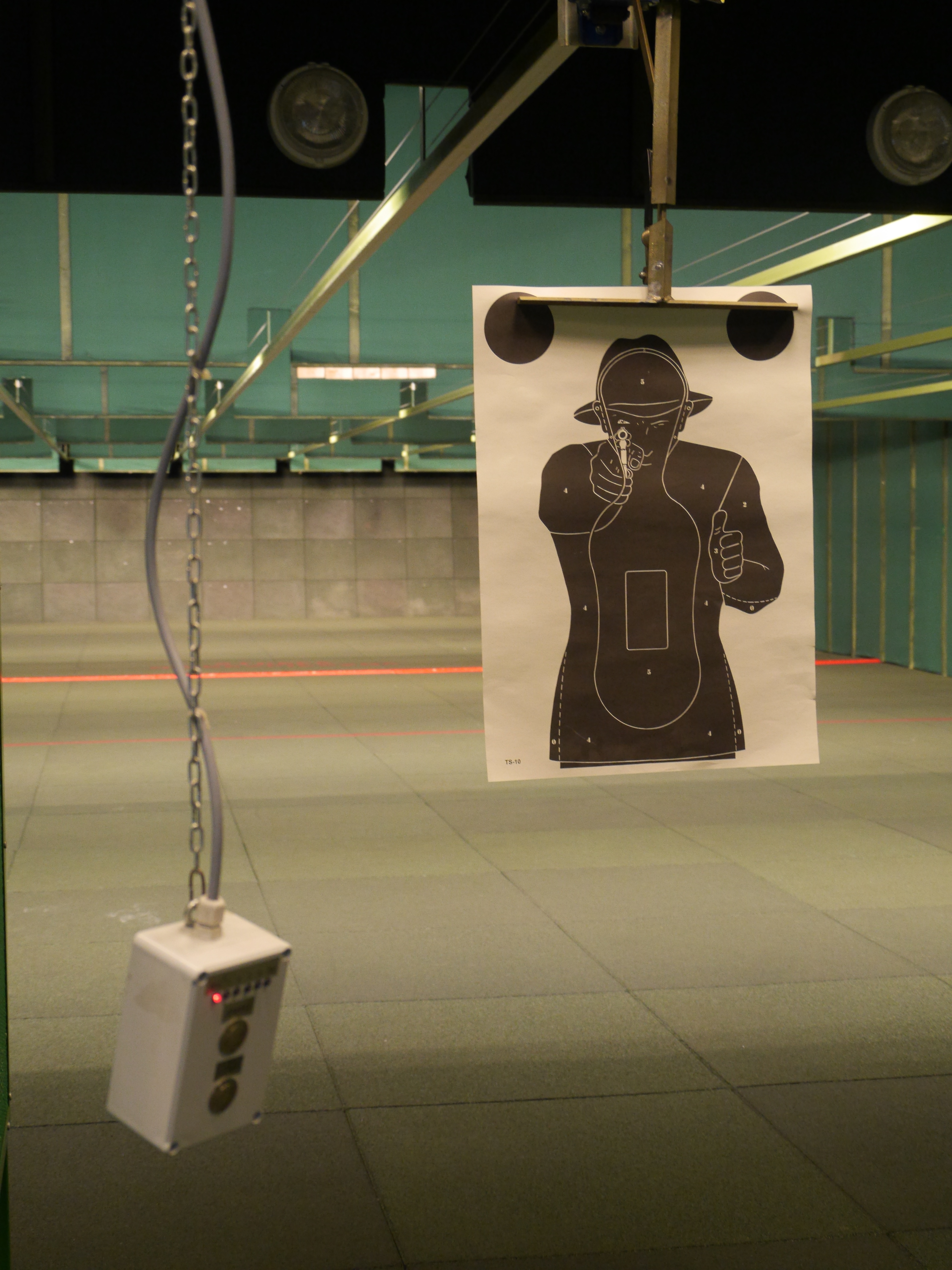
Strzelnica KPP
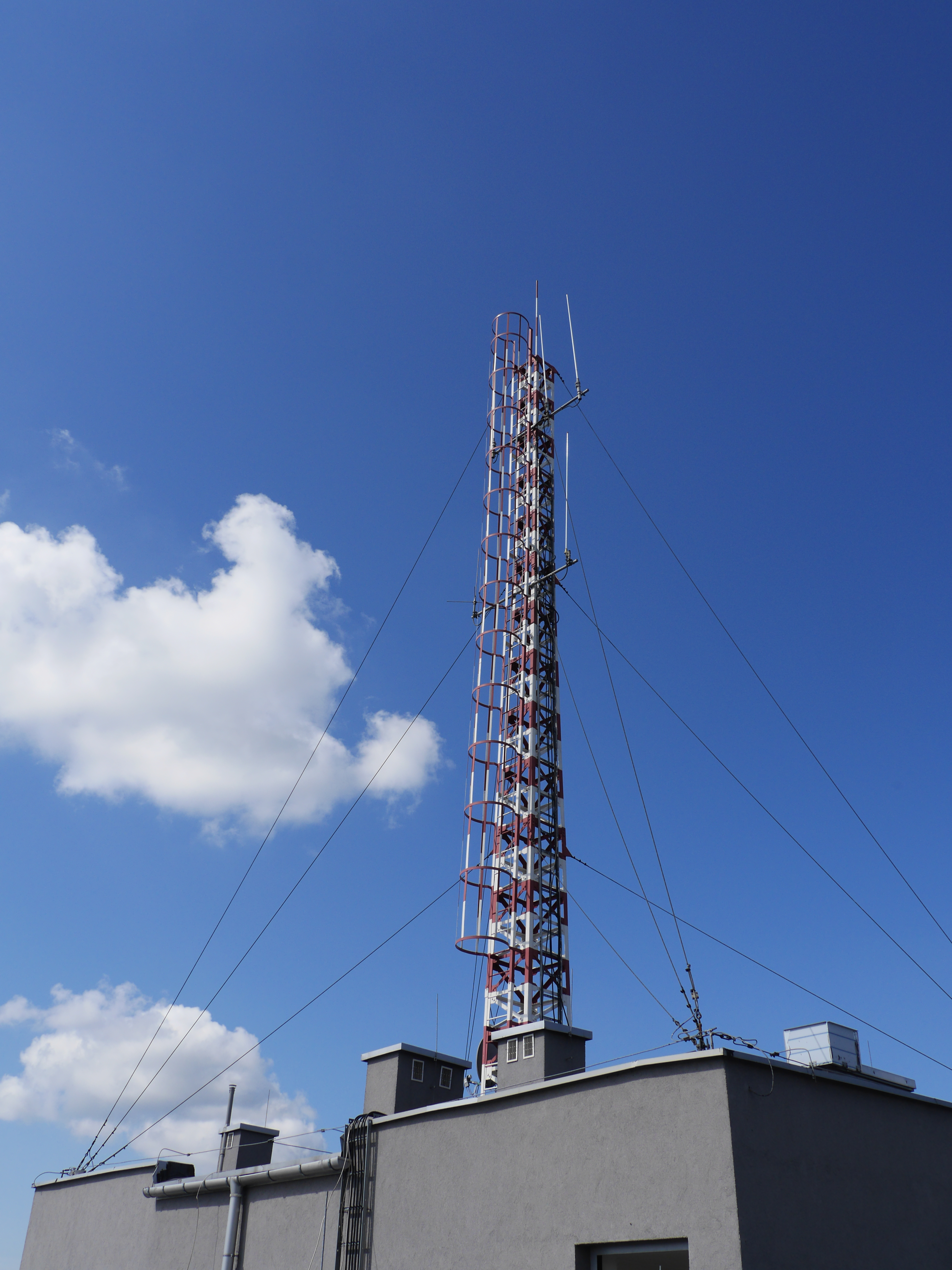
Maszt radiowy KPP

### Komenda Powiatowa Państwowej Straży Pożarnej
Obszarem działania Jednostki Ratowniczo-Gaśniczej PSP w Chrzanowie są gminy Alwernia, Babice, Chrzanów, Libiąż i Trzebinia. W trzyzmianowym systemie pełni służbę 62 strażaków. JRG jest wyposażona 13 samochodów: 5 samochody gaśnicze i 8 samochodów specjalnych. Komendzie Powiatowej PSP w Chrzanowie podlegają 27 jednostek OSP.
| Lp.                                                 | Samochód                 | Rok produkcji |
| --------------------------------------------------- | ------------------------ | ------------- |
| Pojazdy samochodowe gaśnicze, wodno-pianowe         |                          |               |
| 1                                                   | 421[K]21 – GBA MAN TGM   | 2014          |
| 2                                                   | 421[K]22 – GBA Iveco     | 2018          |
| 3                                                   | 421[K]23 – GBAPr MAN TGM | 2018          |
| 4                                                   | 421[K]25 – GCBARt Scania | 2007          |
| 5                                                   | 421[K]27 – GCBA Renault  | 2002          |
| 6                                                   | 421[K]39 – GCBM Iveco    | 2015          |
| Pojazdy samochodowe specjalne                       |                          |               |
| 6                                                   | 421[K]44 – SCRt Scania   | 2018          |
| 7                                                   | 421[K]49 – SCRd Renault  | 1993          |
| 8                                                   | 421[K]54 – SCH 42 Volvo  | 2003          |
| 9                                                   | SCKn Iveco               | 2017          |
| Pojazdy samochodowe operacyjne i kwatermistrzowskie |                          |               |
| 10                                                  | SLBus Renault            | 2008          |
| 11                                                  | SLOp Skoda               | 2008          |
| 12                                                  | SKw Star                 | 2003          |
| 13                                                  | SLKw Peugeot             | 2012          |
| 14                                                  | SLOp Toyota RAV4         | 2023          |
| 15                                                  | SLRR Ford Ranger         | 2023          |
| 16                                                  | SLRR Isuzu D-Max         | 2017          |

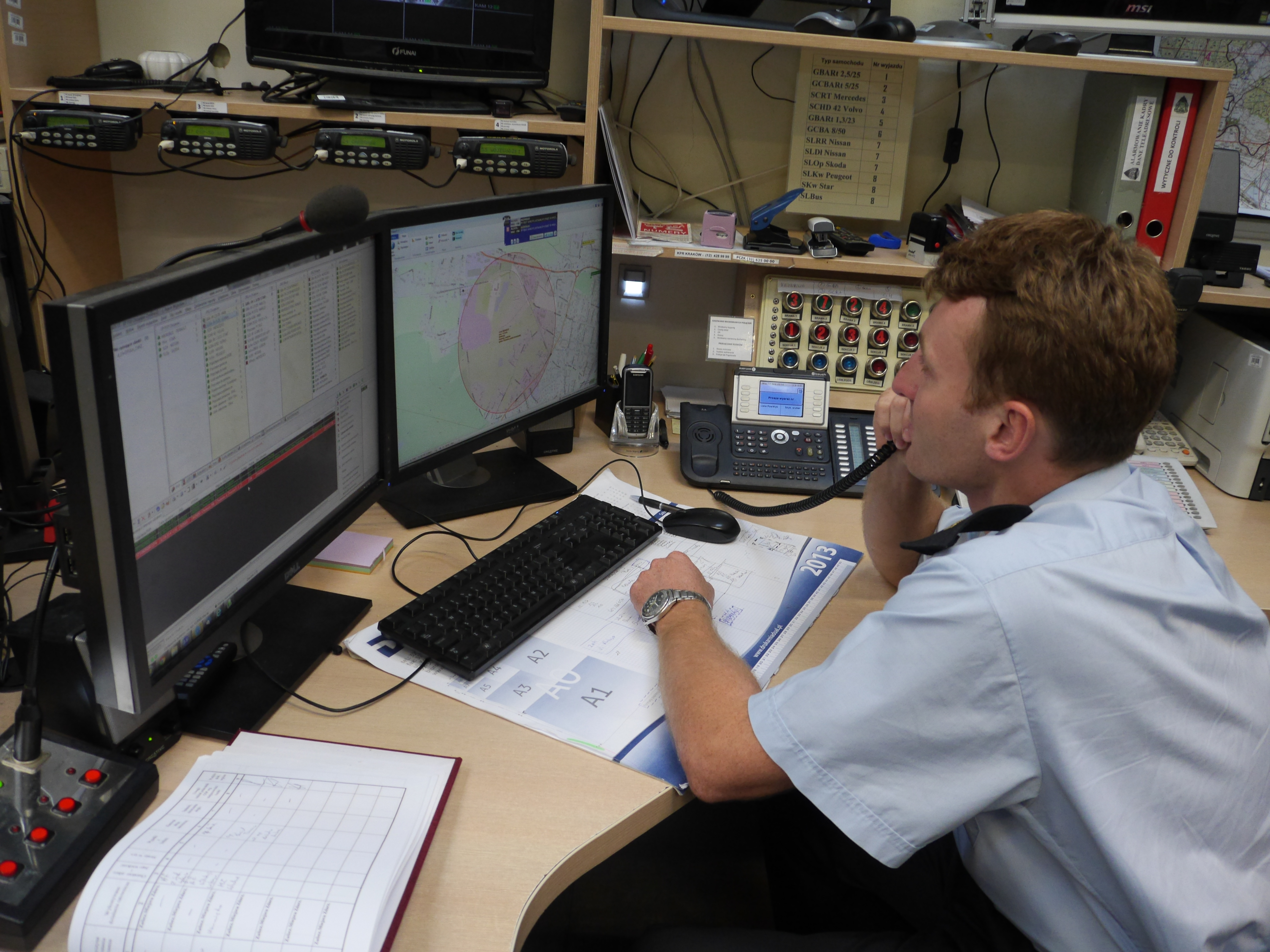
Stanowisko dyspozytora KPPSP
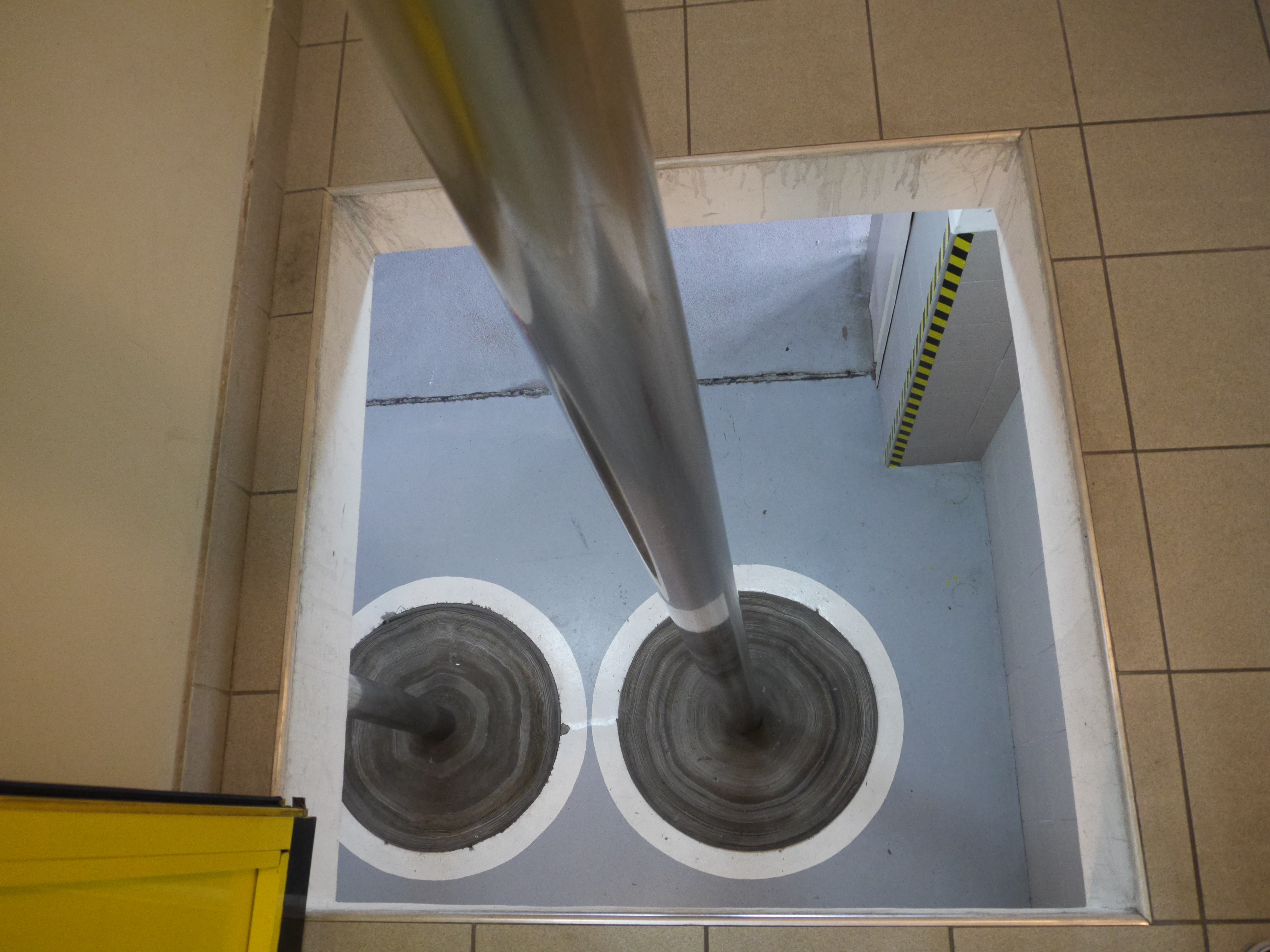
Ześlizg
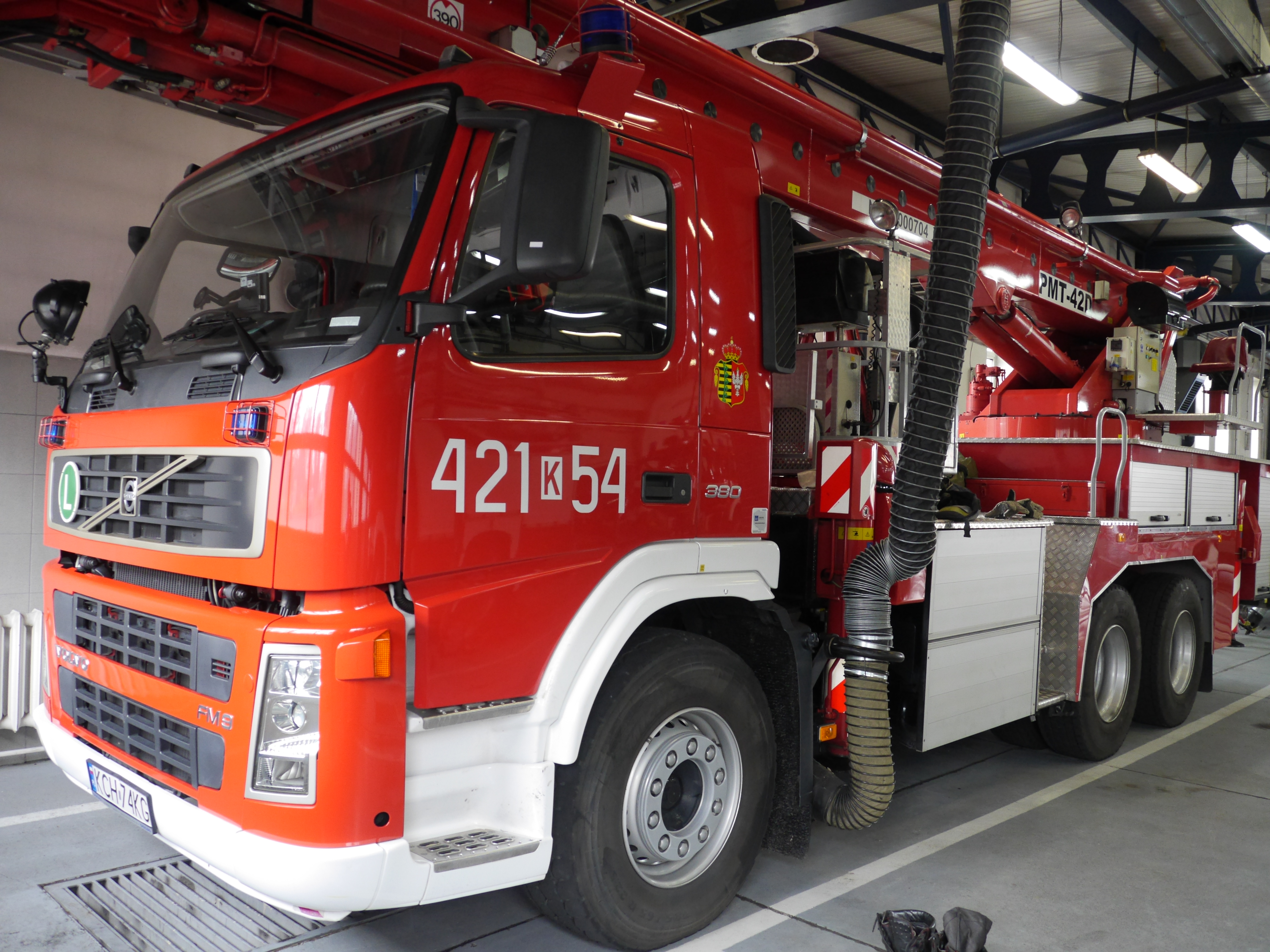
Specjalny samochód ratowniczy z podnośnikiem hydraulicznym 42 m – SCHD-42 Volvo
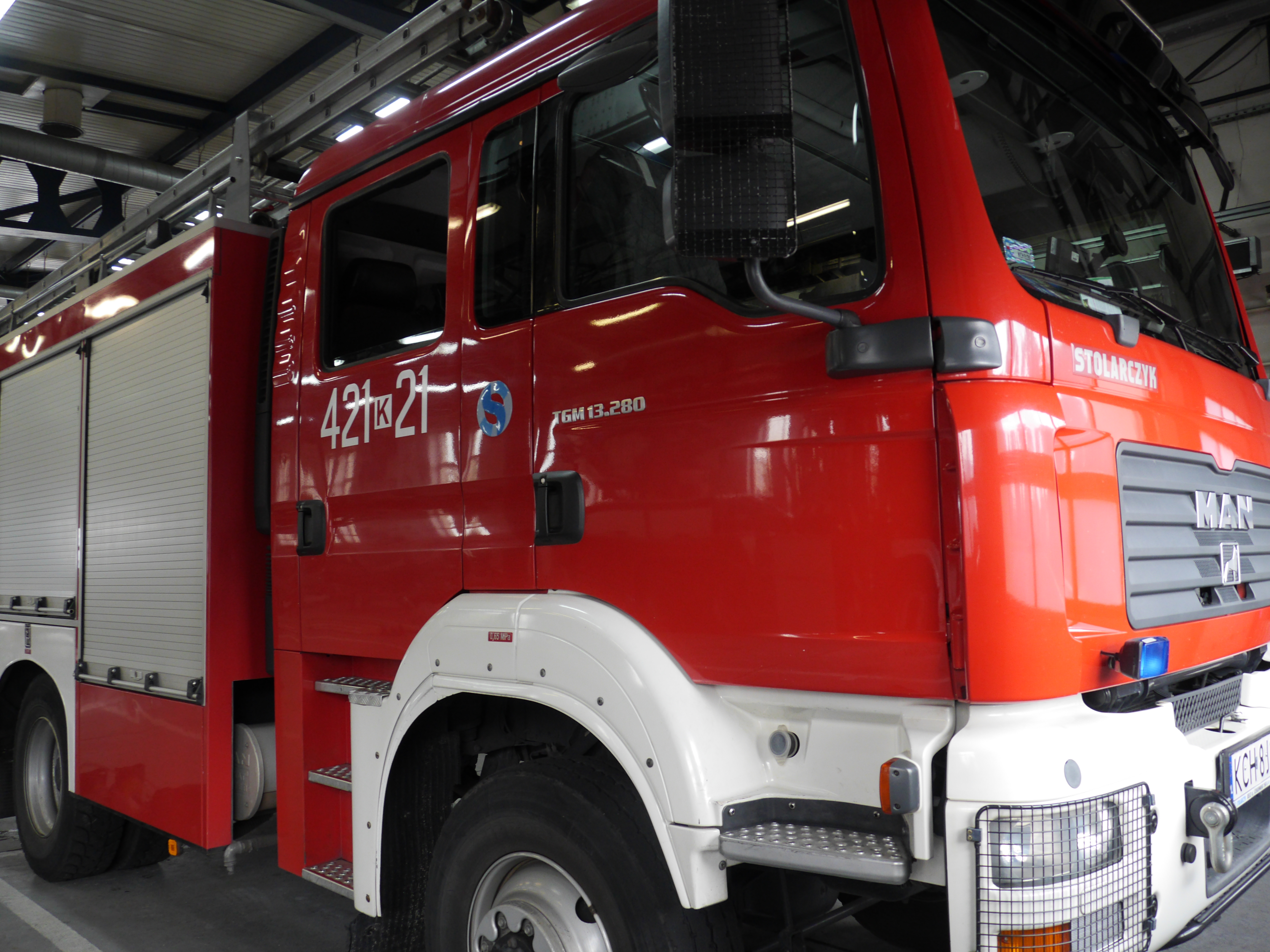
Samochód ratowniczo-gaśniczy GBA 2,5/25 Man
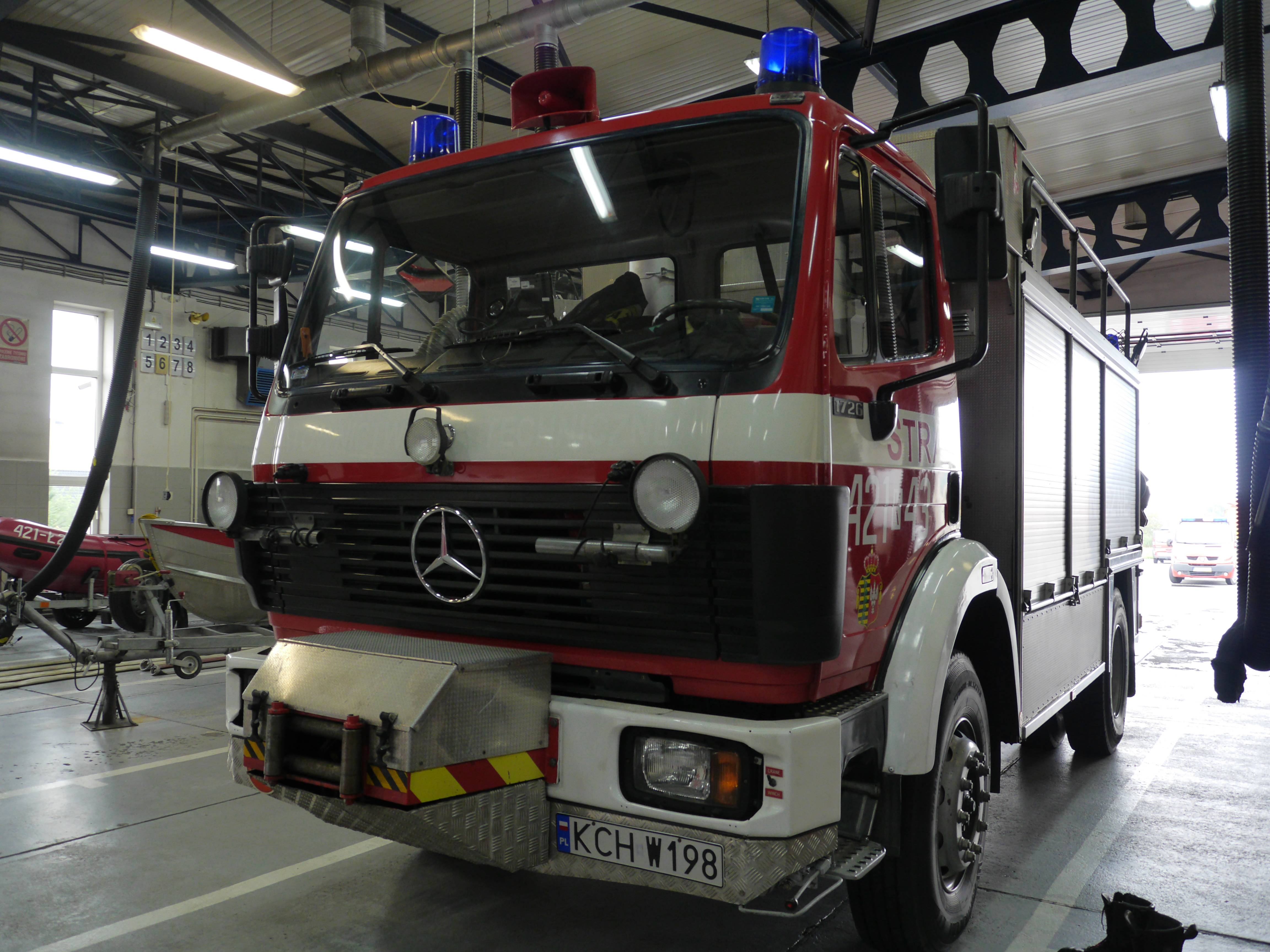
Specjalny, ciężki samochód ratownictwa technicznego SCRt Mercedes
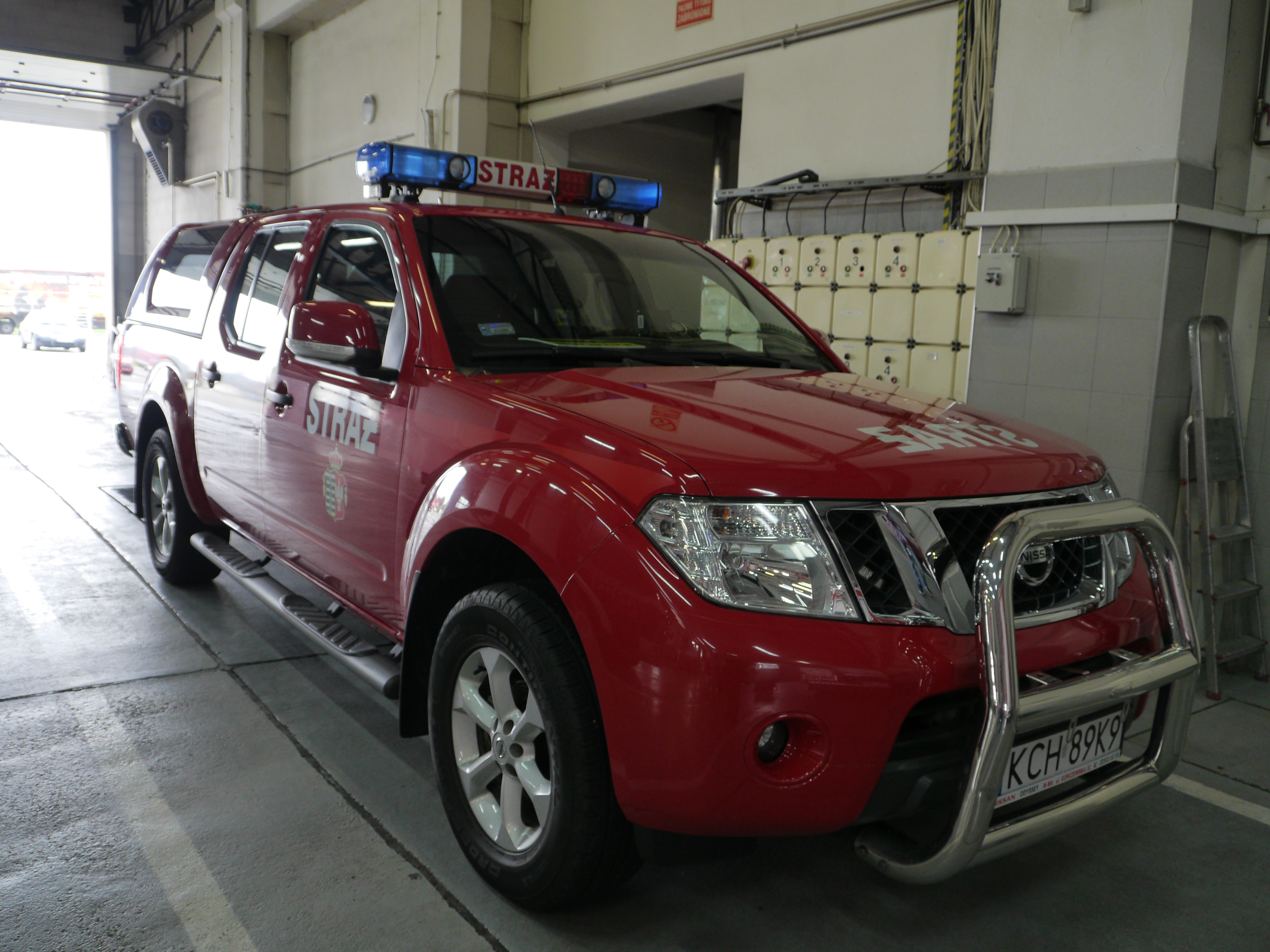
Specjalny, dowodzenia i łączności SLDł Nissan
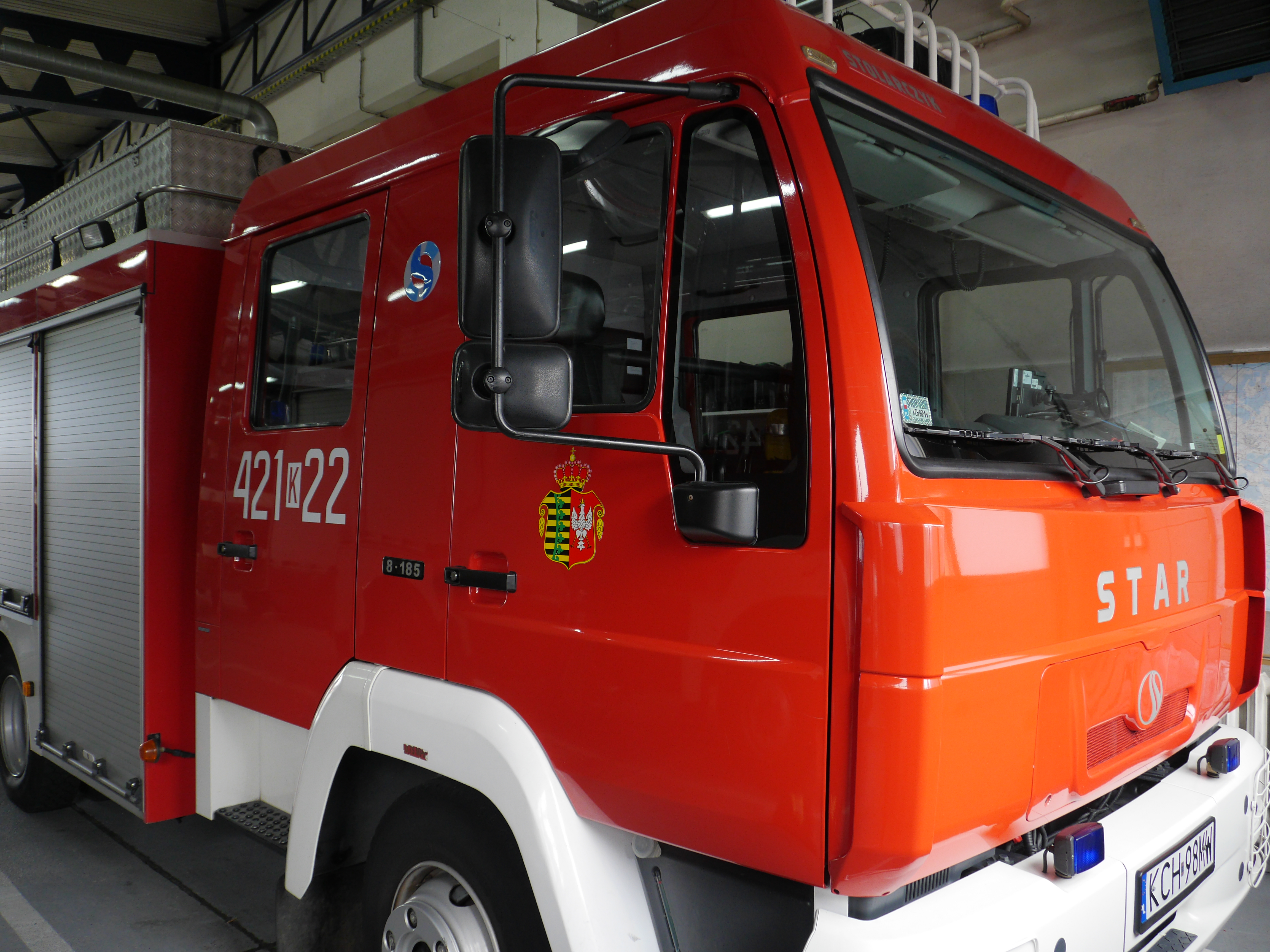
Samochód ratowniczo-gaśniczy GBARt 1,3/23 Star
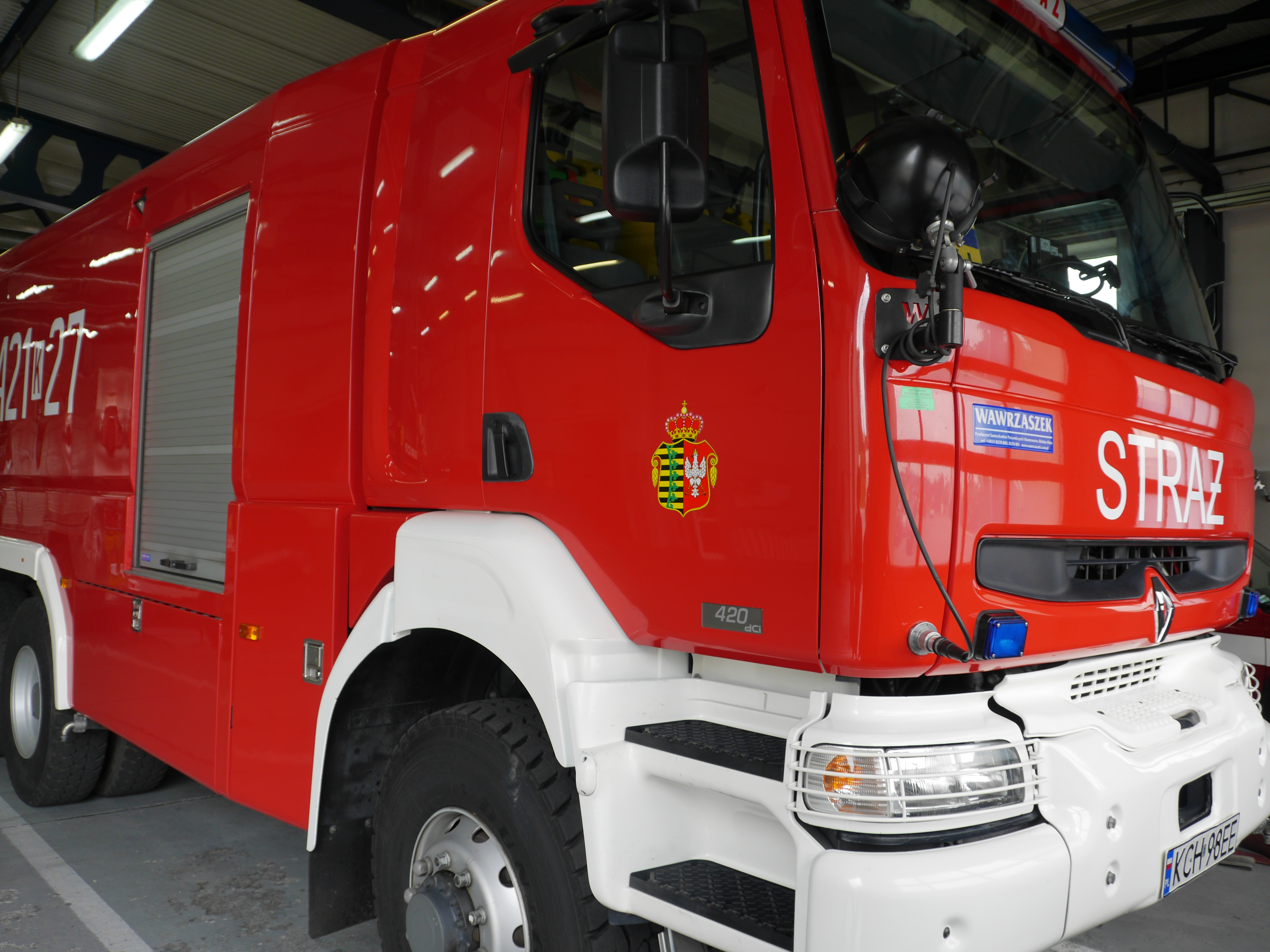
Samochód ratowniczo-gaśniczy, ciężki – GCBA 8/50 Renault

### Pogotowie ratunkowe

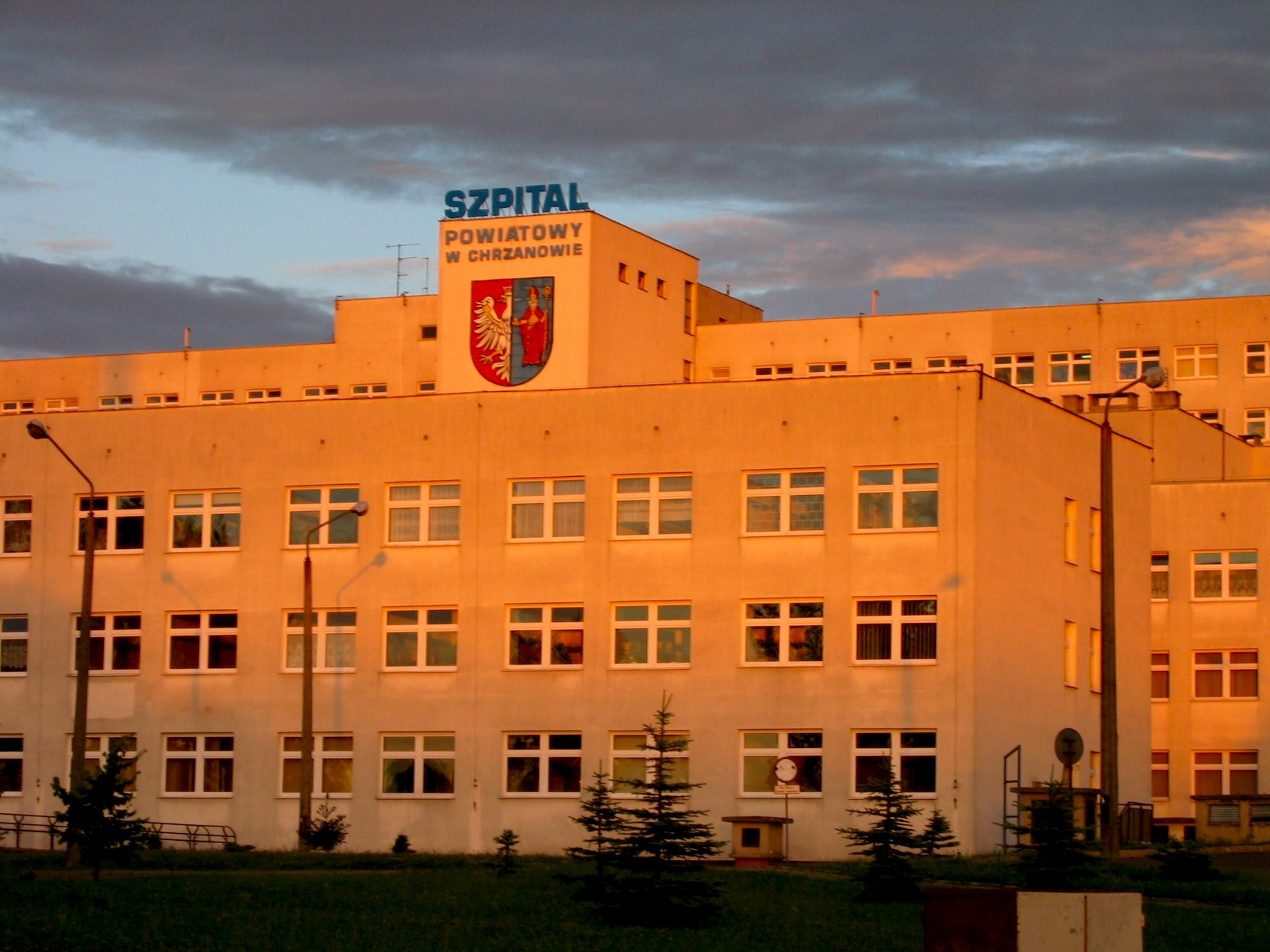
Budynek Szpitala Powiatowego w Chrzanowie

Szpital Powiatowy w Chrzanowie jest jedynym szpitalem na terenie powiatu. Szpital ma 22 oddziały szpitalne. Funkcjonuje Szpitalny Oddział Ratunkowy (SOR) do którego pacjenci są dowożeni karetkami lub śmigłowcem. Szpital posiada również sanitarne lądowisko oddane do użytku w 2012 roku.

## Sport i rekreacja
W Chrzanowie działają kluby sportowe: I Ligowy Piłki Ręcznej: MTS Chrzanów (wydzielony w roku 1998 z upadającego, założonego w 1926 roku TS „Fablok”), Fablok (piłkarski), Orły, Sokół. Siedzibę ma również Chrzanowska Akademia Ju-jitsu, a filię grupa Mundo Capoeira. Jest także kryty basen kąpielowy i niewielki odkryty basen letni oraz hala widowiskowo-sportowa.
Chrzanów i okolice są bogate w atrakcyjne pod względem rekreacyjnym tereny leśne, z wytyczonymi szlakami pieszymi i rowerowymi. Urozmaicone i interesujące są budowa geologiczna oraz ukształtowanie terenu. W sąsiedztwie miasta znajduje się rekreacyjny zbiornik wodny – Zalew Chechło oraz Puszcza Dulowska. Pośród należących do miasta obszarów leśnych znajduje się duży zbiornik dla wędkarzy Groble oraz prowadzony przez zakonników ośrodek rekolekcyjny.
Baza agroturystyczna nie jest rozwinięta.

## Media
Do tytułów prasy lokalnej należą: Przełom (tygodnik), dwumiesięcznik „Kronika Chrzanowska”, Magazyn Reklamowy „Żółty Jeż” (bezpłatny), miesięcznik Głos Chrzanowski (bezpłatny), a także lokalny dodatek do Gazety Krakowskiej. Do mediów internetowych: portal PowiatChrzanowski.pl, portal społecznościowo-informacyjny Chrzanowski24.pl, Głos 24 Chrzanów oraz powiat-chrzanow.pl
Radio Kraków posiada w Chrzanowie studio terenowe.
Chrzanowska Telewizja Lokalna produkuje audycje dostępne do oglądania w telewizjach kablowych oraz na stronie internetowej.

## Polityka

### Władze miasta
Burmistrzowie Chrzanowa (od 1990):
- Wojciech Sala (1990–1991)
- Aleksander Grzybowski (1991–1998)
- Ryszard Zieliński (1998–2002)
- Ryszard Kosowski (2002–2014)
- Marek Niechwiej (2014–2015)
- Joanna Czarnota (2015–2016; p.f.)
- Beata Majkrzak (2016; p.f.)
- Ryszard Kosowski (2016–2018)
- Robert Maciaszek (od 2018)

## Miasta partnerskie
Miasta partnerskie Chrzanowa:
- Harnes, Francja (1980)
- Nyékládháza, Węgry (1998)
- Iwano-Frankiwsk, Ukraina (1997)